# Hoge en Lage Barakken
Hoge Barakken en Lage Barakken (Maastrichts: Hoeg en Lieg Barakke) zijn twee in elkaars verlengde liggende straten in het stadsdeel Wyck, in het centrum van de Nederlandse stad Maastricht. De straten vinden hun oorsprong in een steeg die in de zestiende eeuw langs de eerste Wycker stadsmuur liep. Later stonden hier kazernes. De scheidslijn tussen Hoge Barakken en Lage Barakken is de Hoogbrugstraat. Het zijn nu rustige woonstraten met een gevarieerde bebouwing. De Hoge Barakken bestaat nu vrijwel uitsluitend uit nieuwbouw; in de Lage Barakken wisselen nieuwbouw en oudere bebouwing elkaar af. De twee straten tellen gezamenlijk drie rijksmonumenten en 23 gemeentelijke monumenten.

## Naamgeving
De straatnamen Hoge Barakken en Lage Barakken (in het Frans: Rue des hautes/basses Casernes) komen voor op plattegronden uit de eerste helft van de negentiende eeuw, maar zijn ouder. Ze werden al gebruikt in de Franse Tijd (1794-1814). De naam verwijst naar de kazernes of barakken, die hier mogelijk al in de zeventiende eeuw lagen. De aanduidingen 'hoge' en 'lage' hebben niets te maken met de bouwvorm van die barakken, maar houden verband met de ligging ten opzichte van de stroomrichting van de Maas. De Hoge Maaspunttoren, het uiterste puntje van de Wyckse stadsmuur langs de Maas, lag stroomopwaarts aan de zuidzijde van Wyck (richting België); de Lage Maaspunttoren stroomafwaarts aan de noordkant (richting 'Holland'). De toenmalige kazernes 'hoge barakken' lagen dus zuidelijker dan de 'lage barakken'.
Er zijn meerdere straatnamen in Maastricht die hun oorsprong hebben in de militaire geschiedenis van de vesting, en in dit geval de geschiedenis van het garnizoen. De Bourgognestraat (1892), het Bourgogneplein (1986) en de Ruiterij (1970) zijn eveneens genoemd naar kazernes, waarin ooit onder andere Bourgondische troepen en cavalerie gelegerd waren. In het Statenkwartier op de westelijke Maasoever ligt de straat Achter de Barakken eveneens nabij een voormalige kazerne. De recente straatnaam Achter de Oude Kazerne (2010) in dezelfde buurt heeft echter betrekking op een voormalige brandweerkazerne.

## Ligging
De huidige woonstraten Hoge Barakken en Lage Barakken liggen in het stadsdeel Wyck op de rechter Maasoever van het Maastrichtse centrum. Lage Barakken loopt min of meer van zuid naar noord tussen de Hoogbrugstraat en de Sint Maartenslaan. Aan de noordzijde buigt de straat iets af naar het westen en loopt parallel aan de meer oostelijk gelegen, negentiende-eeuwse Wilhelminasingel, die evenals Lage Barakken hetzelfde tracé van de middeleeuwse stadsmuur volgt. De straat zet zich ten zuiden van de Hoogbrugstraat voort als Hoge Barakken. In eerste instantie gaat het enkele tientallen meters in zuidelijke richting, maar daarna volgt een rechte hoek en draait de straat in westelijke richting, tot aan de Ruiterij. Van noord naar zuid zijn er op het traject drie zijstraten: de Wycker Brugstraat/Stationsstraat, de Bourgognestraat en de Hoogbrugstraat/Hoogbrugplein. Verder zijn er vier naamloze voetgangerspassages: vanaf Lage Barakken naar Bourgogneplein en vanaf Hoge Barakken naar Hoogbrugstraat, Avenue Céramique en Plein 1992. Lage Barakken is ongeveer 400 m lang en circa 8 m breed. Hoge Barakken is ongeveer 250 m lang en varieert in breedte van ca. 10 tot 20 m.

## Verkeer en inrichting
In het noordelijk deel van Lage Barakken is verkeer in beide richtingen toegestaan; ten zuiden van de Wycker Brugstraat geldt tot de Hoogbrugstraat eenrichtingsverkeer. Hoge Barakken kent tweerichtingsverkeer, maar is, afgezien van het eerste (noord-zuid lopende) gedeelte naar de private ondergrondse parkeergarage, op twee plaatsen door middel van paaltjes afgesloten voor het gemotoriseerd verkeer: ter hoogte van de passage naar de Hoogbrugstraat en aan de kant van de Ruiterij. Het tussenliggende deel is per auto slechts te bereiken via de eerder genoemde passage, waarvan een monumentale poort in het rijksmonument Hoogbrugstraat 15 de privé toegang vormt. Hoge Barakken en Lage Barakken zijn om deze redenen geen doorgaande verkeerswegen en er rijden geen lijnbussen. Parkeren is uitsluitend toegestaan in de aangegeven parkeervakken, tegen betaling (via parkeerautomaten).
Lage Barakken is over de gehele lengte min of meer uniform ingericht, met één rijbaan (niet gescheiden en zonder fietsstroken), en met aan beide zijden trottoirs. Aan de westzijde van de rijweg is een gemarkeerde parkeerstrook (voor langsparkeren). De rijweg en de parkeerstrook zijn geasfalteerd; de trottoirs geplaveid met betonnen stoeptegels. Op de hoek van Lage Barakken en Sint Maartenslaan bevindt zich een klein plantsoen. Hoge Barakken heeft, behalve de eerste panden nabij de Hoogbrugstraat, nu nauwelijks een historische achtergrond meer, omdat de straat naar het noorden is verplaatst ten opzichte van de historische locatie. De inrichting wijkt af van Lage Barakken. Met uitzondering van het oostelijk deel is de gehele straat, inclusief de voetpaden, geplaveid met klinkers. In het oostelijk deel is de rijweg geasfalteerd. Hier ligt de in- en uitrit van een niet-openbare parkeergarage. Bij het woongebouw Arco Íris ligt een verhoogd pleintje dat gedeeltelijk is ingericht als plantsoen. In het westelijk deel van de straat staat een dubbele rij bomen.

## Geschiedenis
De geschiedenis van het gebied rond de Hoge en Lage Barakken loopt tot eind negentiende eeuw voor een deel parallel met de militaire geschiedenis van de stad Maastricht, met name die van de stadsomwalling van Wyck. Na de sloop van de stadsmuur, en de in de nabijheid daarvan gelegen kazernes, transformeerde de achterafgelegen steeg in een woonstraat met ruimte voor bedrijfsactiviteiten.

### Voor 1867: stadsmuur en kazernes
De op de rechter Maasoever gelegen voorstad Wyck was altijd veel kleiner dan het stadsdeel op de linker Maasoever. De middeleeuwse stadsmuur van Wyck had een lengte van ca. 1500 m en telde twaalf muurtorens. In feite bestond Wyck uit twee hoofdstraten: de min of meer zuid-noord lopende Rechtstraat en de oost-west lopende Hoogbrugstraat. Later kwamen daar de Wycker Grachtstraat en de aanvankelijk naamloze steeg langs de vestingwal bij, maar die zijn in de periode van het ancien régime waarschijnlijk nooit volledig tot ontwikkeling gekomen. Tussen de Wycker Grachtstraat en de later zo genoemde Lage Barakken lagen voornamelijk boomgaarden en moestuinen, en vanaf de zeventiende eeuw het Annunciatenklooster met tuinen. Ten aanzien van Hoge Barakken moet steeds in gedachte worden gehouden, dat de huidige straat wat noordelijker ligt dan de oorspronkelijke achterafstraat bij de zuidelijke stadsmuur.
Op de omstreeks 1575 getekende plattegrond van Maastricht in de stedenatlas Civitates orbis terrarum van Braun en Hogenberg zijn naast de hoofdstraten ook de secundaire straten Wycker Grachtstraat, Bourgognestraat en Hoge en Lage Barakken te herkennen, allemaal met aaneengesloten bebouwing. Mogelijk heeft de kaarttekenaar zijn fantasie de vrije loop gegeven, want in later eeuwen was de bebouwing hier spaarzaam. Anderzijds kan het niet worden uitgesloten dat de kaart van Braun en Hogenberg accuraat is en de werkelijke situatie in die tijd weergeeft. Misschien werd de bebouwing na 1575 afgebroken, om veiligheidsredenen, of als gevolg van ontvolking. De meeste zeventiende-eeuwse plattegronden geven hetzelfde beeld, maar zijn waarschijnlijk gekopieerd naar de eerdergenoemde kaart, met slechts wijzigingen in de vestingwerken.
Volgens de Maastrichtse vestingdeskundige Louis Morreau werd in het laatste kwart van de vijftiende eeuw rondom de middeleeuwse stadsmuur van Wyck een dubbele aarden wal aangelegd met een dubbele gracht. Muur en wallen zijn te zien op het vogelvluchtpanorama in de atlas van Braun en Hogenberg. De wal werd geleidelijk bemuurd en nam daarmee de functie over van de oorspronkelijke stadsmuur, die vanaf de tweede helft van de zestiende eeuw geleidelijk werd afgebroken. In de achttiende eeuw was nog slechts de muurvoet zichtbaar. De langgerekte, smalle strook tussen stadsmuur en stadswal bleef ook na het dempen van de gracht, omstreeks 1550, onbebouwd. Later werden hier kazernes gebouwd. Mogelijk zijn deze kazernes al aangegeven op een plattegrond in een reisbeschrijving van Philippe de Hurges uit 1615, Voyage de Philippe de Hurges à Liége et à Maestrect en 1615.

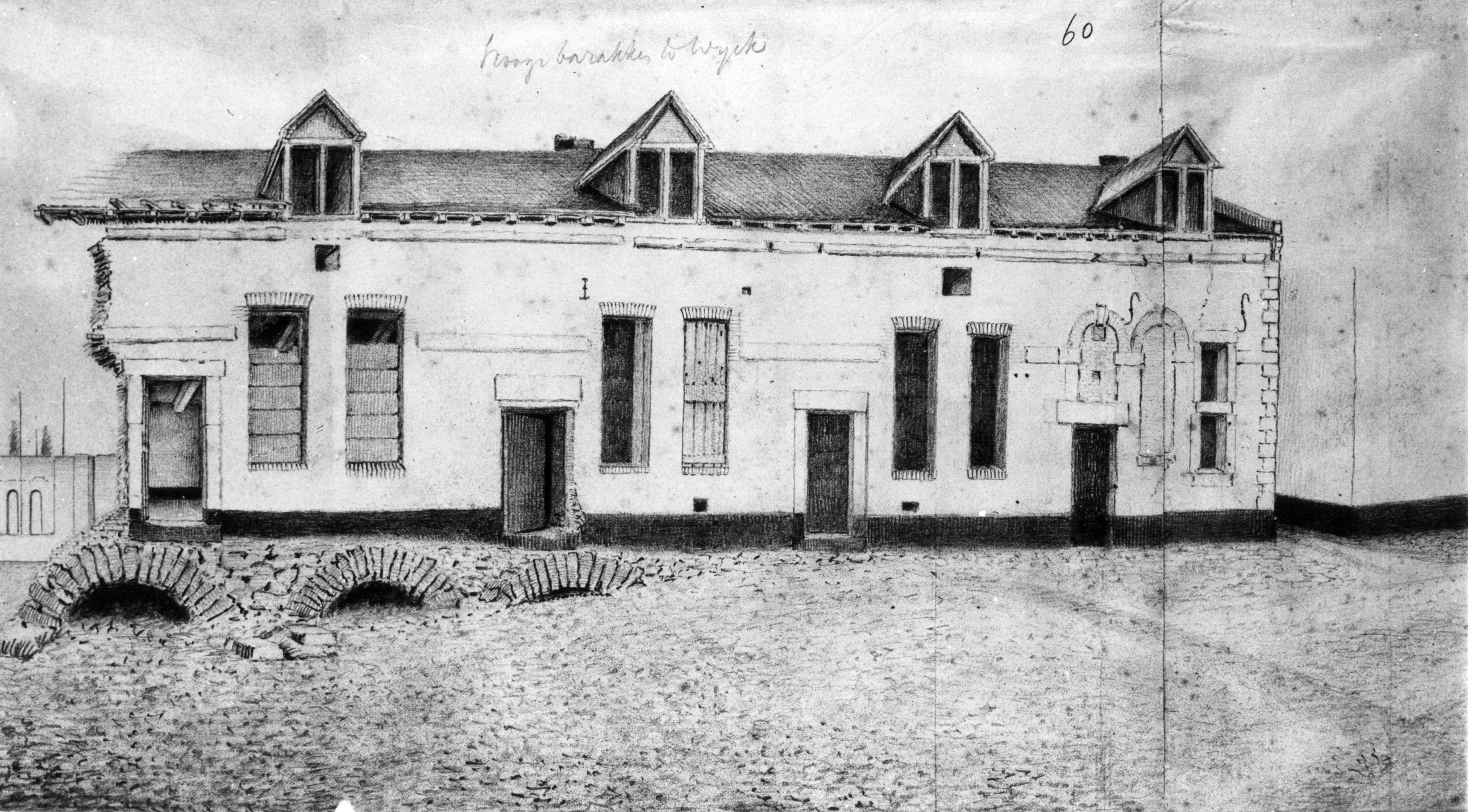
'Hooge barakken in Wyck', getekend door Jan Brabant, ca. 1860

Op achttiende-eeuwse kaarten zijn de barakken tussen de stadswal en de daaraan parallel lopende straat goed te herkennen. Met name de kaart van de Franse militair ingenieur Jean-Baptiste Larcher d'Aubencourt uit 1749, die ten grondslag lag aan de Franse maquette van Maastricht, is uiterst gedetailleerd. Te zien is het kloostercomplex van de annunciaten ten westen van de Lage Barakken. Hier en daar lag een woonhuis of boerderij, omringd door tuinen en boomgaarden. Aan de oostzijde van de straat, tegen de stadswal aan, lagen vier smalle, langgerekte kazernegebouwen, de 'lage barakken', ook wel aangeduid als 'kleine barakken te Wyck'. Over het uiterlijk van deze barakken kan men zich een voorstelling maken aan de hand van twee tekeningen, die de plaatselijke tekenmeester/tekenleraar Jan Nicolaas Brabant (1806-1886) naliet.
In 1567 kreeg Maastricht voor exact driehonderd jaar een permanent inliggend garnizoen. Barakken werden vanaf circa 1600 door het stadsbestuur gebouwd om de burgers van de inkwartieringsplicht te verlossen. Aanvankelijk waren ze van hout; vanaf 1616 ook van steen. Een standaardbarak bevatte toen twee bedden en was bedoeld voor vier soldaten, soms het dubbele daarvan; bij gehuwden de helft. Een "barrackenmeester" of "opziender-majoor" hield toezicht. Aangezien de barakken door de stad werden onderhouden en ingericht (inclusief het linnengoed), komen ze regelmatig voor in de raadsverdragen. Aan de zuidzijde van Wyck lag een dubbele rij barakken, de 'hoge barakken'. Ook op de Franse maquette zijn de barakken langs de Wycker stadswal goed te herkennen. Op de tussen 1974 en 1977 vervaardigde kopie van deze maquette, thans in het Centre Céramique, ontbreekt een deel van de barakken (zie Bourgognestraat).
Na de inname van de stad door Kléber in 1794 was Maastricht twintig jaar lang een Franse stad. De anti-klerikale politiek van de Fransen betekende het einde van alle kloosters. Ook het Annunciatenklooster werd opgeheven en de goederen verkocht. Op de kadasterkaart van 1842 zijn de "Laagebarakken" goed te zien, ongeveer even breed als nu en nog goeddeels onbebouwd. De meeste barakken lijken verdwenen, maar de terreinen zijn dan nog grotendeels in handen van de gemeente Maastricht. De uitgestrekte kloosterterreinen ten westen van de straat zijn in 1842 eigendom van de rentenier Hubert de la Haye uit de Rechtstraat. Halverwege de Bourgognestraat, toen nog een smalle steeg, lag het kruithuis Bourgogne. Het perceel ten zuiden daarvan was van Gillis van Lijf, een landbouwer die aan de Lage Barakken woonde. Van Lijf bezat ook een perceel aan de overkant van de straat, dus blijkbaar was de gemeente al begonnen met de verkoop van de kazerneterreinen. In het zuidelijk deel van Wyck waren in hetzelfde jaar 1842 nog enkele barakken aanwezig aan de zuidzijde van het tegenwoordige Plein 1992. Waar nu Hoge Barakken ligt, lagen destijds de achtererven van de huizen aan de Hoogbrugstraat.

### Na 1867: woningbouw en industrie
In 1867 werd de vestingstatus van Maastricht opgeheven en begon de afbraak van stadsmuren en -poorten. Tussen 1868 en 1880 vond een ongekende transformatie van het buitengebied rond Wyck plaats toen, na de sloop van de middeleeuwse stadsmuur en -poorten, op de oostelijke oever ook alle buitenwerken van de vesting met de grond gelijk gemaakt werden. Het ontmantelde Wyck bood vanaf de spoorwegstations jarenlang een chaotische aanblik, zoals te zien is op enkele foto's die de fotograaf Theodor Weijnen (1835-1904) omstreeks 1882 van het gebied maakte.
Van meet af aan stond vast dat tussen het kleine, oude Wyck en het (tot 1920 in de gemeente Meerssen gelegen!) stationsgebied een woonwijk voor de middenklasse zou komen. Op het eerste schetsplan uit 1867 staat de Stationsbuurt al ingetekend. Hier waren ruime herenhuizen aan brede lanen gepland, bedoeld voor middenstanders, leraren, ambtenaren en het hogere kader van fabrieken en instellingen. De opnieuw aangelegde Lage Barakken en Bourgognestraat vielen met een breedte van minder dan 10 meter daarbij enigszins uit de toon. Ter vergelijking: de Wilhelminasingel werd 35 m breed gepland, de Stationsstraat (de Percée) en de Akerstraat 27 m en de Sint Maartenslaan en de Alexander Battalaan 20 m. Van de oorspronkelijke bebouwing aan de Lage Barakken is niets overgebleven, behalve de jaarsteen uit 1737 van de boerderij van Van Lijf op nr. 22. Vanaf 1885 werd de straat bebouwd met merendeels eenvoudige middenstandswoningen, afgewisseld met enkele bedrijven.

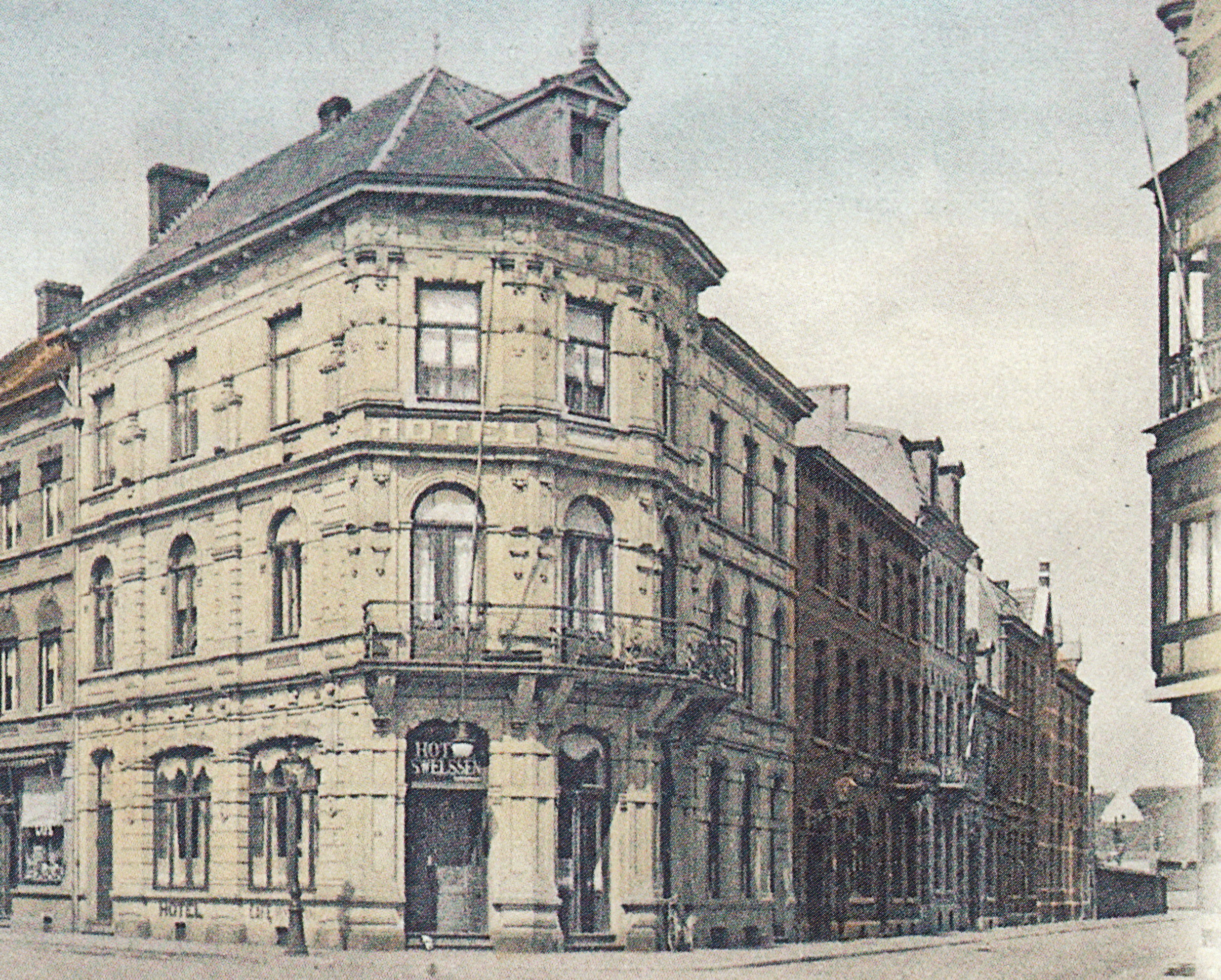
Hoek Wycker Brugstraat-Lage Barakken met Hotel Swelssen, vanaf 1910 Beaumont. Rechts achterin de Sint-Martinusschool (ca. 1908-10)

Op de afgeschuinde hoeken van de 'Percée' verrezen hotel-restaurants en een politiebureau annex hulppostkantoor. De zuidwesthoek, onderdeel van het voormalige kloosterterrein van de annunciaten, bleef het langst onbebouwd. Het ommuurde terrein met de kloosterruïne stond bekend als de 'Hof van Jaunez', naar de eigenaar, Céramique-directeur Victor Jaunez (1839-1916). Pas vanaf de jaren 1920 werden de percelen bebouwd, onder andere met de bioscoop Cinema Palace in 1927.
Tussen Lage Barakken, Wycker Grachtstraat en het westelijk gedeelte van de Sint Maartenslaan ontstond begin twintigste eeuw een cluster van katholieke lagere scholen, vlak bij de Sint-Martinuskerk. In 1908 startte de bouw van de Sint-Martinusschool, een jongensschool van de broeders van de Onbevlekte Ontvangenis van Maria (broeders van de Beyart). In 1912 verrees naast de school een broederhuis, het H. Gerardus Majellahuis, een nevenvestiging van het Beyart-klooster. Mogelijk werd de Sint-Martinusschool bij die gelegenheid uitgebreid. Architect was Willem Sprenger. De aan de achterkant aan het broederhuis grenzende Sint-Josephschool voor meisjes in de Wycker Grachtstraat werd in 1912 door de broeders overgenomen van de franciscanessen van Heythuysen en omgevormd tot jongensschool. Een derde jongensschool, de Sint-Aloysiusschool, verrees in 1925 naast de bestaande scholen, op de hoek van de Sint Maartenslaan.
Aan de zuidkant van de wijk onderging het gebied rond de Hoge Barakken een transformatie door de expansie van de aardewerkfabriek Société Céramique. Al in de eerste helft van de negentiende eeuw hadden zich in deze omgeving kleinschalige bedrijven gevestigd. Op de hoek van Hoogbrugstraat en Hoge Barakken lag in 1842 de zoutziederij van de weduwe A. Coenegracht. Verderop aan de Hoogbrugstraat, in en achter het monumentale pand Poort van Beusdael, waren de ondernemers N.A. Bosch en W. Clermont in 1835 een zoutziederij annex zeepfabriek begonnen. Deze reikte aan de achterzijde tot aan de Hoge Barakken. Op een aangrenzend perceel vestigde Clermont in 1851 met een andere zakenpartner, Ch. Chainay, de aardewerkfabriek Clermont & Chainay. Uit dit bedrijf ontstond in 1863 de Société Céramique. Na een aarzelend begin breidde de fabriek zich snel uit, eerst nog binnen de stadsmuren, vanaf 1867 ook op de daarbuiten gelegen voormalige vestingwerken. De barakken in deze omgeving werden gesloopt en vervangen door fabriekshallen, waarvan de Biscuit- of Bordenhal uit omstreeks 1880 een overblijfsel is. Omstreeks 1900 lag de fabrieksingang aan de Hoge Barakken. Tweemaal daags passeerden honderden arbeiders de fabriekspoort en het vlakbij, op de hoek van de Hoogbrugstraat gelegen Café Céramique.
Omdat de Stationsbuurt in het winterbed van de Maas lag, deden zich geregeld overstromingen voor, zoals op een foto uit 1926 is te zien. Door de kanalisatie van de rivier en de demping van de Oude Maasarm in het Wyckerveld gedurende de werkverschaffing in de jaren 1930, is in het centrum van de stad de kans op hoogwater aanzienlijk afgenomen.

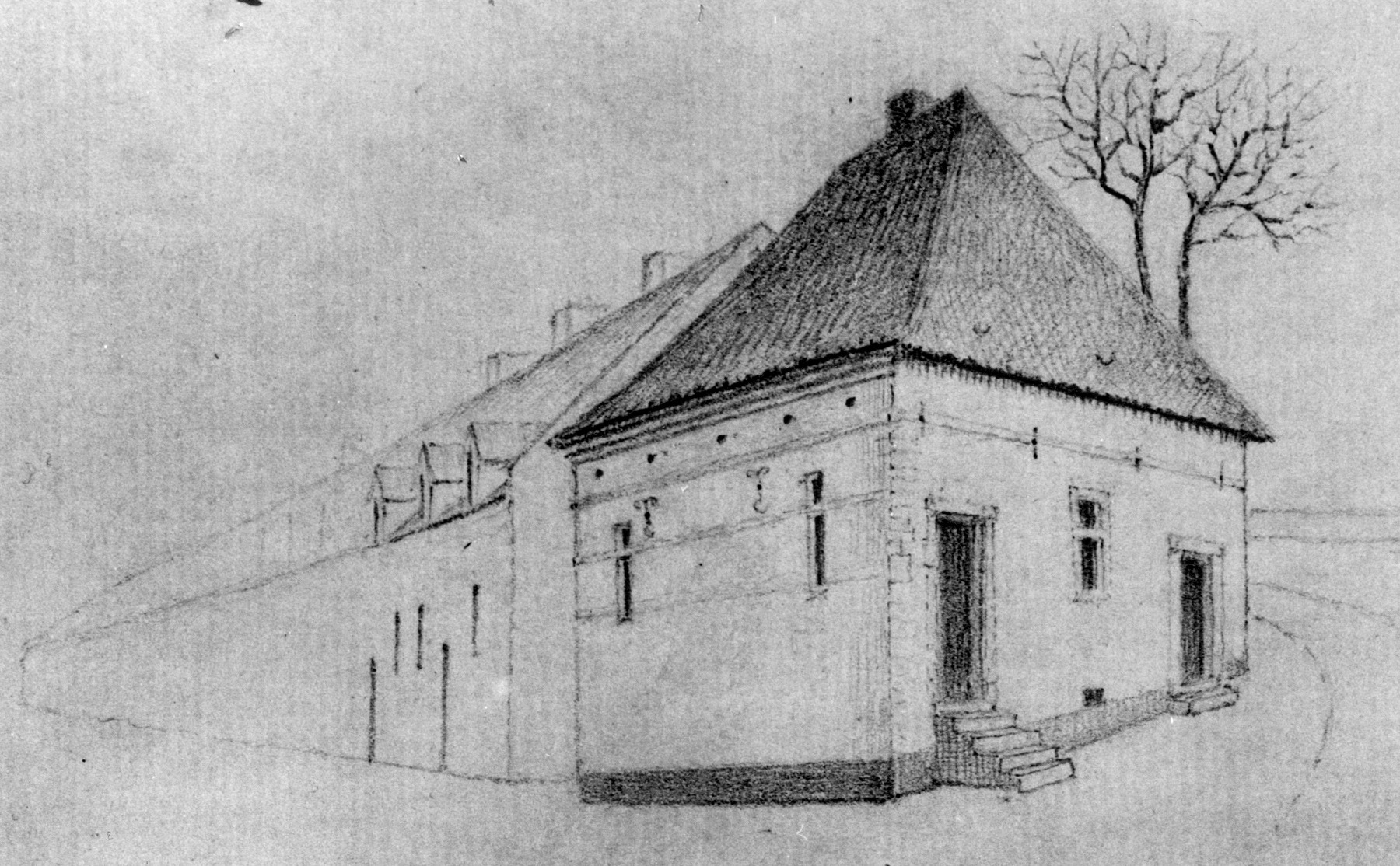
Wachthuis Lage Barakken, ca. 1860, Jan Brabant.
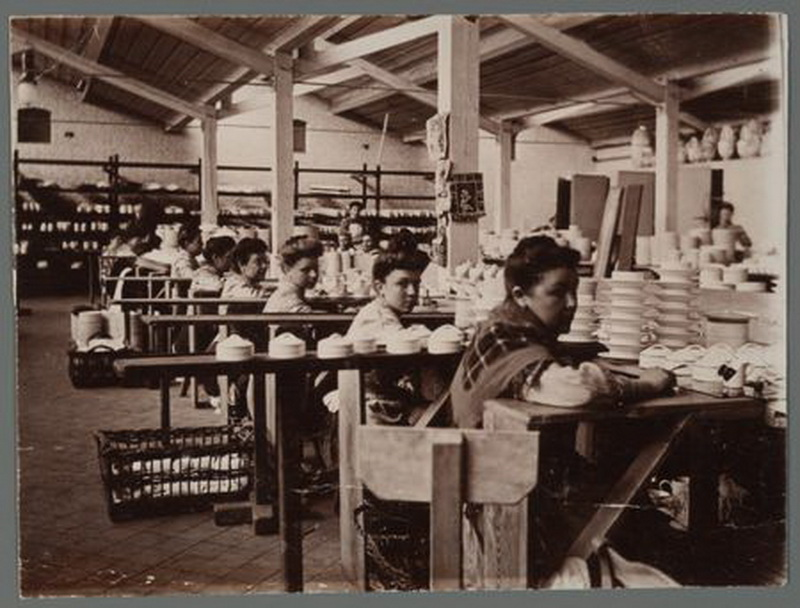
Decoratieafdeling Société Céramique, ca. 1900
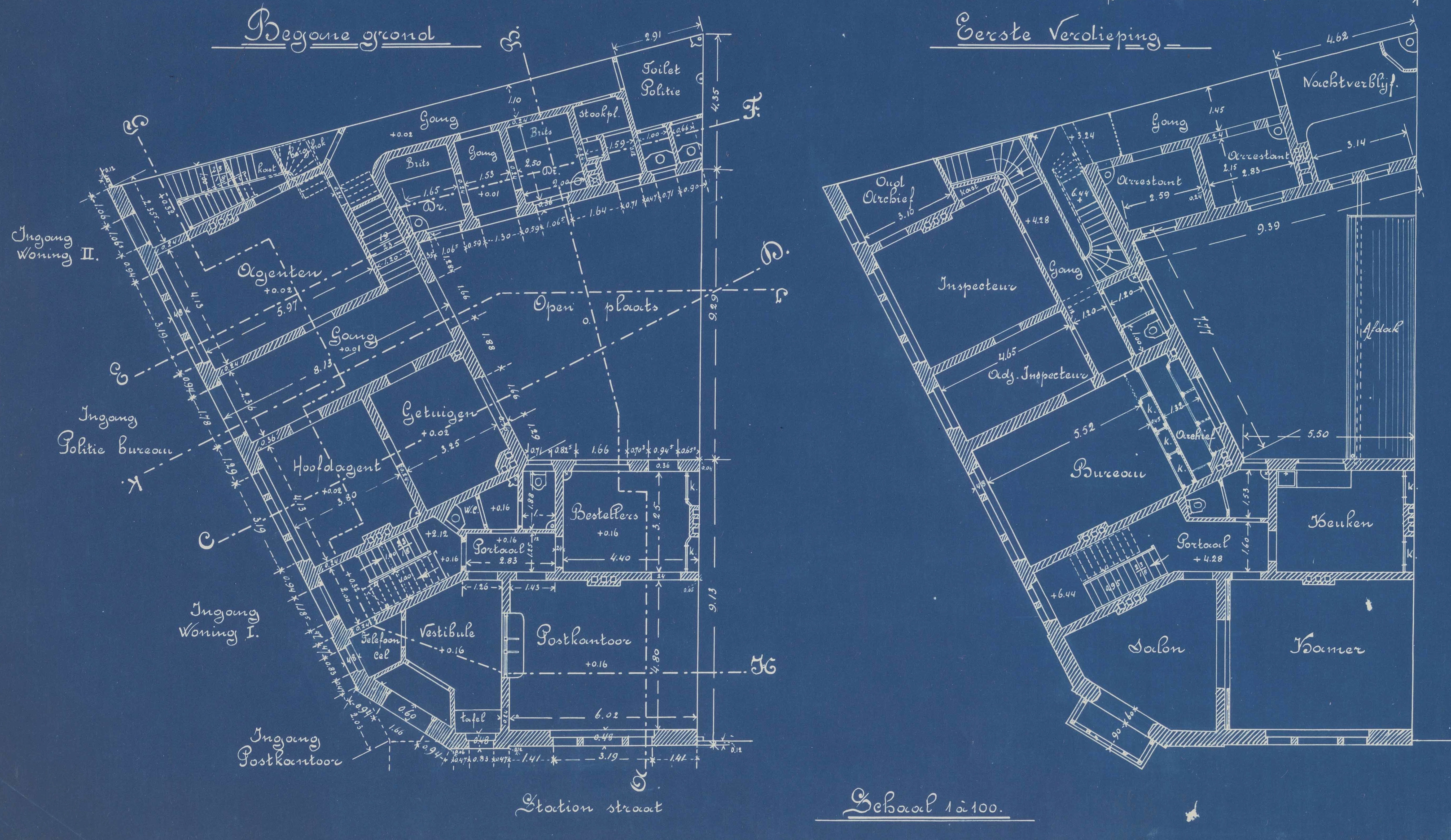
Blauwdruk politiebureau-hulppostkantoor, 1905/06
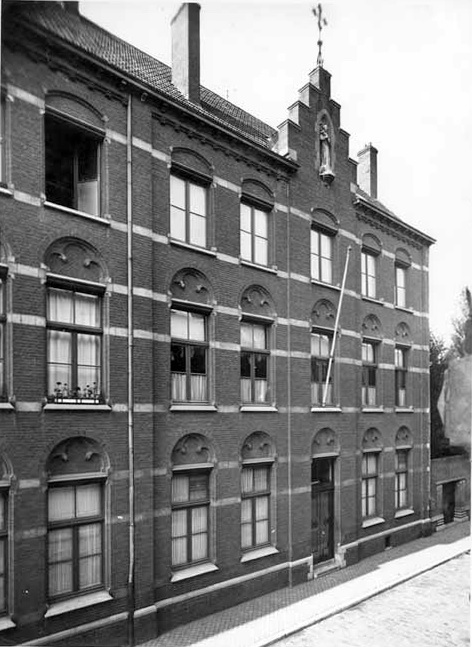
Sint-Martinusschool, ca. 1930

### Latere ontwikkelingen
De Tweede Wereldoorlog liet ook in de Lage Barakken sporen achter. Op de hoek van de Bourgognestraat lag een groot stallencomplex, dat ooit bij het statige herenhuis Wilhelminasingel 92 hoorde. Tot eind jaren 1930 was hier de internationaal succesvolle veehandel van de joodse broers André (1875-?) en Isidore Markens (1877-1941) gevestigd. André woonde in het pand aan de Wilhelminasingel. Hij was waarschijnlijk ongehuwd en kinderloos; over zijn lot in de oorlog is niets bekend. Isidore woonde verderop aan de Wilhelminasingel, later op  Wycker Brugstraat 9A. Hij overleed op 15 januari 1941 in Maastricht. Zijn enige zoon, de chemicus Silo Abraham Markens (1905-1970), vestigde in 1936 een laboratorium en opleidingscentrum in de veestallen op de hoek van de Lage Barakken. Vanaf 1942, mogelijk al eerder, was hij in Luik ondergedoken met vrouw en kind. Hij overleefde de oorlog, maar bij terugkomst in Maastricht bleek er van zijn bedrijf en andere bezittingen weinig over te zijn.
Op het fabrieksterrein van de Société Céramique aan de Hoge Barakken nam de bedrijvigheid na de fusie met De Sphinx in 1958 in snel tempo af. In 1988 werd het terrein verkocht aan de gemeente Maastricht, die hier een nieuw stadsdeel, Céramique, wilde realiseren. Vrijwel alle fabrieksgebouwen werden omstreeks 1990 gesloopt, waarbij men stuitte op tal van resten van vestingwerken en barakken. Op de vrijgekomen gronden verrezen vanaf circa 1993 prestigieuze woon- en werkgebouwen van internationaal bekende architecten. Op de plek van de barakken werd het door Jo Coenen ontworpen Centre Céramique gebouwd. Ten noorden daarvan werd een straat aangelegd, die aansluit op het resterend deel van de (oorspronkelijke) Hoge Barakken en dezelfde naam draagt. Aanvankelijk vormde het particuliere initiatief van de eigenaren van Hoogbrugstraat 15-43 om hun achtererven te bebouwen geen onderdeel van Coenens masterplan, maar het werd later toegevoegd om Céramique een betere aansluiting op Oud-Wyck te geven. De bebouwing aan het nieuwe deel van Hoge Barakken bestaat uit een woontoren, etage- en atelierwoningen van Álvaro Siza, Aurelio Galfetti en Hans Zuketto.
Aan de Lage Barakken zijn eveneens bedrijfspanden en de scholen gesloopt, of verbouwd tot woningen. In 1963 woedde een grote brand bij de Rotterdamse Handelmaatschappij R.S. Stokvis. Het uitgebrande pand werd gesloopt en vervangen door een modern bedrijfspand. Het ernaast gelegen imposante pakhuis moest na het afstoten van de Maastrichtse vestiging door Stokvis (jaren 1970/80?) plaatsmaken voor woningbouw. Het voormalige verkoopkantoor van Swatch Group Nederland verderop in de straat is, evenals het naastgelegen veestallencomplex, omstreeks 2014 verbouwd tot (studenten)huisvesting. In 1987 werden in het noordelijk deel van de straat de voormalige jongensscholen en de kloostervleugel van de broeders van de Beyart gesloopt. Op het terrein tussen Lage Barakken en Wycker Grachtstraat kwam een half-ondergrondse parkeergarage voor 125 auto's en een appartementengebouw met 77 huurwoningen, dat in 1989 werd opgeleverd.
Voor het 'Palace-terrein', dat een groot deel van het bouwblok tussen Lage Barakken, Bourgognestraat, Wycker Grachtstraat en Wycker Brugstraat beslaat, worden al sinds 1995 plannen gemaakt. In 2008 werd bekend dat een projectontwikkelaar belangstelling had om hier een hotel met 97 kamers, vijf woningblokken met 54 studio's, acht stadsvilla's en een parkeergarage voor 170 auto's te bouwen, naar een ontwerp van Wiel Arets. Anno 2021 is van het omvangrijke project slechts een klein deel gerealiseerd. In 2019 werd een bijgestelde versie van de plannen met onder andere een luxe-hotel van 137 kamers gepresenteerd.

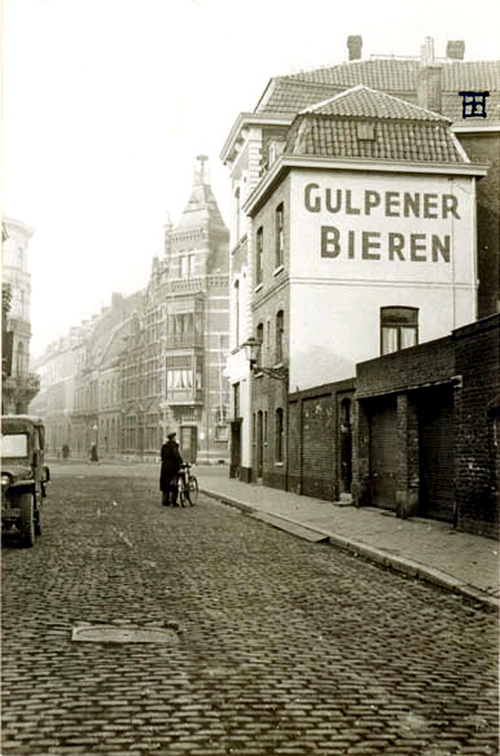
Lage Barakken met kasseibestrating, 1945-50
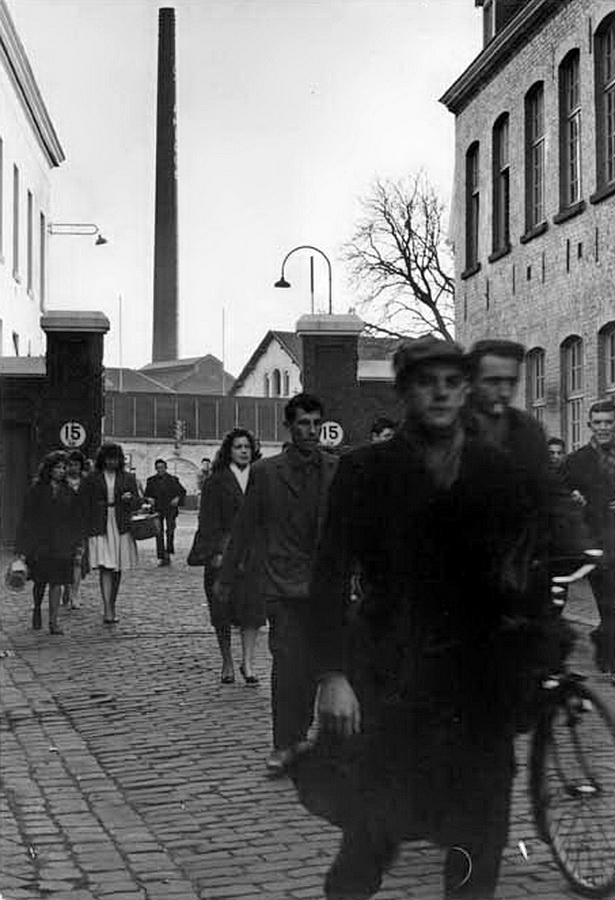
Fabriekspoort Céramique, Hoge Barakken, 1961
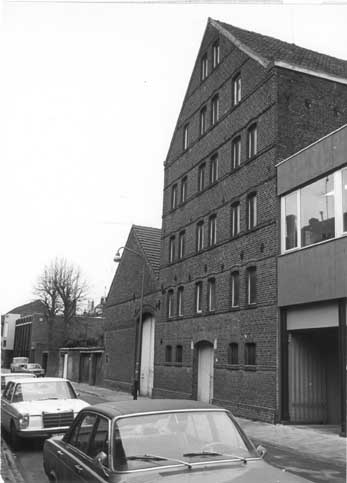
Afgebroken pakhuis firma Stokvis, 1974
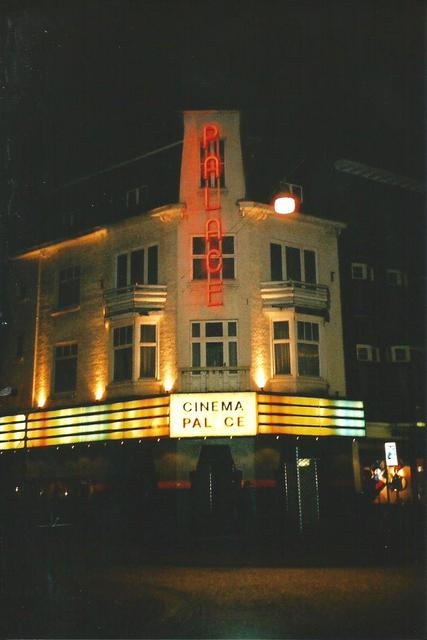
Cinema Palace ten tijde van de sluiting, 2005

## Architectuur
De bebouwing aan de Lage en Hoge Barakken varieert van geschakelde herenhuizen uit het fin-de-siècle tot moderne appartementengebouwen uit de late twintigste eeuw. De meeste huizen aan de Lage Barakken dateren uit de late negentiende, of begin twintigste eeuw en zijn gebouwd in traditioneel-eclectische stijlen, beantwoordend aan de smaak van de Maastrichtse middenklasse uit die tijd. Drie hoekpanden zijn rijksmonumenten en 23 objecten (bestaande uit 31 panden) zijn gemeentelijke monumenten. Bijna alle huizen zijn opgetrokken in rode of bruine baksteen, vaak met horizontale banden en lijsten van natuursteen, kunststeen of stucwerk, soms ook met verticale pilasters of lisenen, in veel gevallen met rond- of segmentbogige versieringen boven de vensters. Enkele huizen hebben balkons met gebeeldhouwde consoles en smeedijzeren balkonhekjes.
In onderstaand overzicht is Lage Barakken opgedeeld in drie segmenten. Het grotendeels uit nieuwbouw bestaande Hoge Barakken wordt in één paragraaf behandeld.

### Lage Barakken tussen Sint Maartenslaan en Wycker Brugstraat/Stationsstraat
Een groot deel van de westelijke straatwand in dit deel van Lage Barakken is eind jaren 1980 vervangen door de Sint-Maartensresidentie, een naam die herinnert aan de Sint-Martinusschool, die met andere bebouwing op deze locatie heeft gestaan. Het betreft een V-vormig appartementencomplex met een smalle kopgevel aan de Sint Maartenslaan en twee lange gevels aan de Wycker Grachtstraat en de Lage Barakken. Dat laatste deel heeft een circa 80 m brede gevel en vertoont met zijn betonnen portiekzuilen en frontonvormige dakopbouwen kenmerken van het postmodernisme. De 850 m² grote daktuin op het binnenterrein, aangelegd op het dak van de half verzonken parkeergarage, was bij de oplevering in 1989 een novum voor Limburg.
Het hoekpand Lage Barakken-Sint Maartenslaan 43 is een laat-negentiende-eeuws eclectisch winkel-woonhuis. De bakstenen gevels zijn wit geschilderd. De sluitstenen boven de rondboogvensters en -deur bevatten gebeeldhouwde koppen. De aansluitende panden Lage Barakken 1 t/m 21 zijn alle gemeentelijke monumenten. De nrs. 1 t/m 15 zijn middenstandswoningen met twee of drie verdiepingen die tussen 1887 en 1893 zijn gebouwd in een ingetogen eclectische stijl, waarbij de roodbruine baksteengevels verlevendigd worden door contrasterende plinten, banden, sluitstenen en diamantkopstenen. De sluitstenen van nr. 1 zijn versierd met gebeeldhouwde koppen; nr. 11 bezit een band van decoratieve tegels tussen de begane grond en de eerste verdieping. De nrs. 17 t/m 21 vormen een complex van drie smalle, identieke huizen die mogelijk iets later (ca. 1895-1900) tot stand zijn gekomen. De brede, geprofileerde vensteromlijstingen en de onder de vensterbanken aangebrachte lambrequins van stucwerk zijn ontleend aan het neoclassicisme. De tussenwoning op nr. 23 heeft een rijk versierde pui met lijsten, panelen en sierconsoles van natuursteen en stucwerk. Daarboven bevinden zich twee verdiepingen waar met name het oranje-rode siermetselwerk rond de vensters en de gebeeldhouwde sluitstenen opvallen.
Het hoekpand Lage Barakken-Stationsstraat (nr. 60) is omstreeks 1907 gebouwd als politiebureau annex hulppostkantoor. Het gebouw in neorenaissancestijl is opgetrokken uit bruine baksteen en voorzien van hardstenen plinten, speklagen, venstertraceringen, frontons en consoles. De segmentbogen boven de ramen op de begane grond zijn gedecoreerd in yezeria-techniek, een vorm van sgraffito, met voorstellingen van een politieagent, het wapen van Maastricht en het wapen van Nederland (met onderschrift je maintiendrai). Opvallende elementen zijn verder de drie trapgeveltjes, de houten erkers op de afgeschuinde hoek en de bekroning met arkeltorentjes daarboven.
Op de tegenoverliggende hoek van Lage Barakken en Wycker Brugstraat ligt Hotel Beaumont. Het oorspronkelijke hotelpand uit 1885 is omstreeks 1910 verhoogd. Het telt thans vier verdiepingen en een kapverdieping. De gestucte gevel in neorenaissancestijl is wit en grijs geschilderd. Fraaie details zijn het smeedijzeren hekwerk van het over drie traveeën doorlopende balkon op gebeeldhouwde kunststeenconsoles en de in zilveren letters geschilderde naam van het hotel op een band tussen de eerste en tweede verdieping. Doordat de 'Percée' zich op dit punt versmalt, liggen de twee hoektraveeën, komend vanaf het station, in de zichtas van de Stationsstraat. De gevels van de later toegevoegde verdieping en het aangrenzende pand aan Lage Barakken zijn in dezelfde stijl gestuct en geschilderd, waardoor het als één geheel oogt. De vijf later nog toegevoegde panden aan Lage Barakken hebben hun oorspronkelijke gevels min of meer behouden, maar zijn in dezelfde kleurstelling geschilderd.

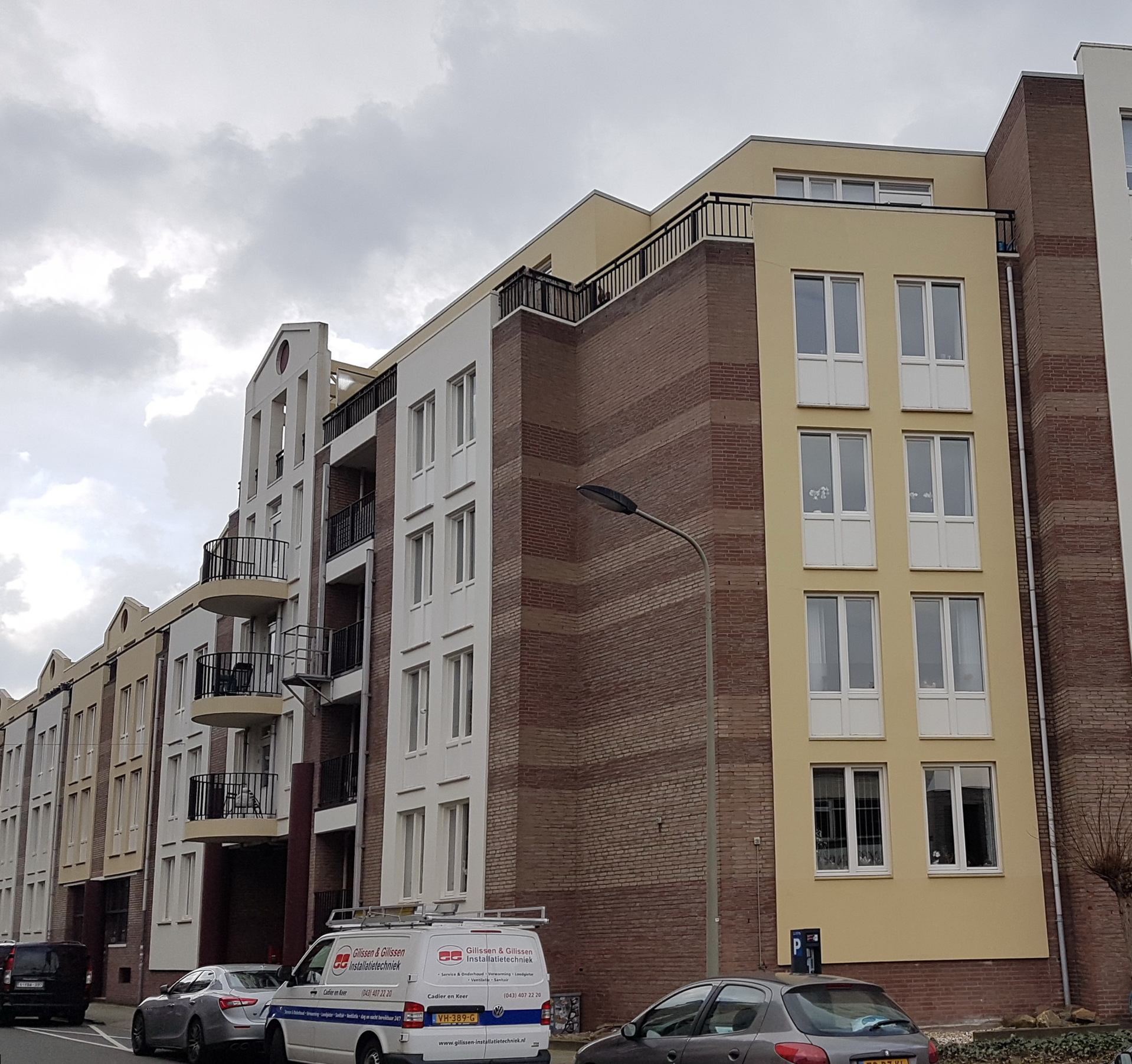
Sint-Maartensresidentie
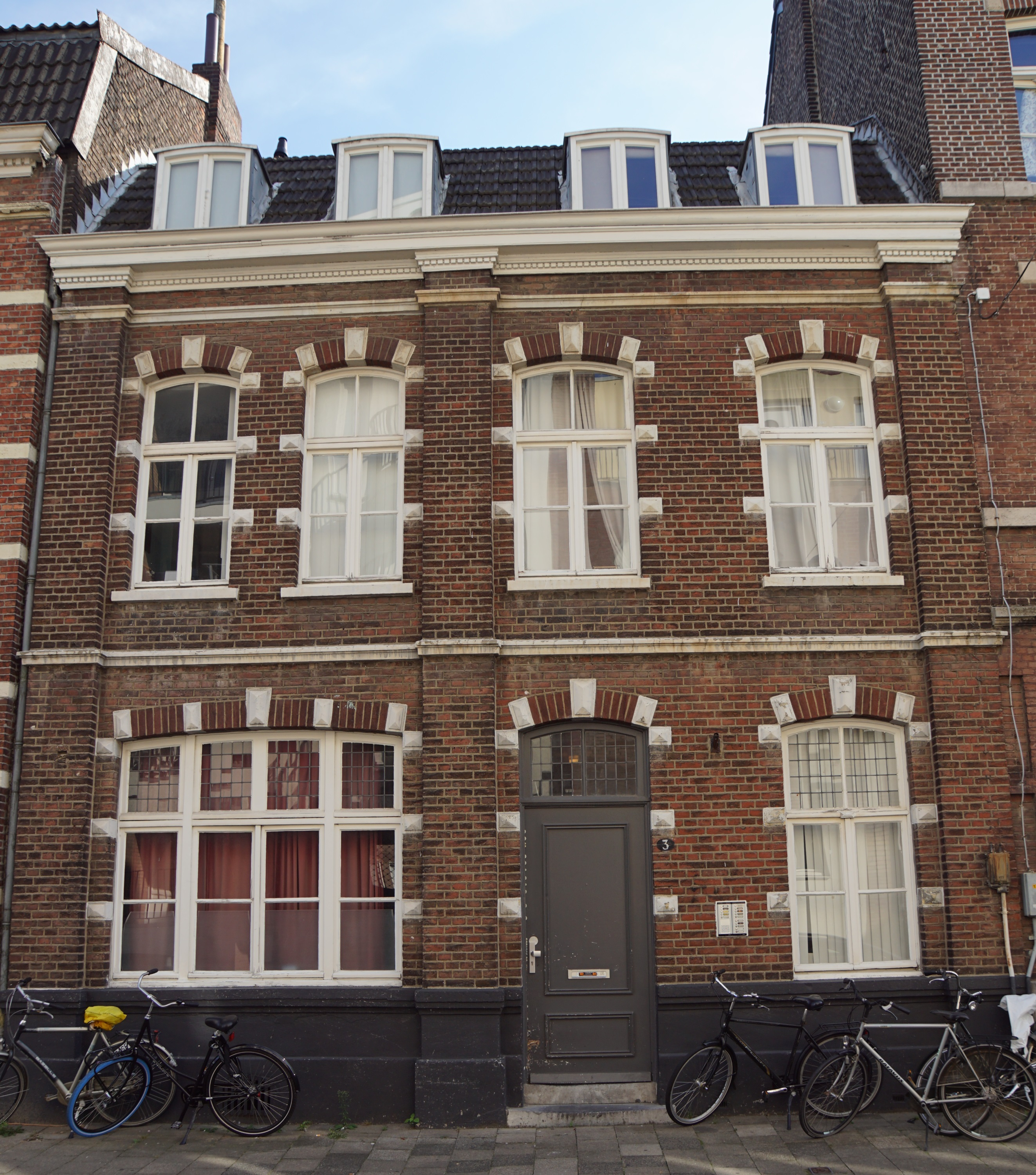
Lage Barakken 3
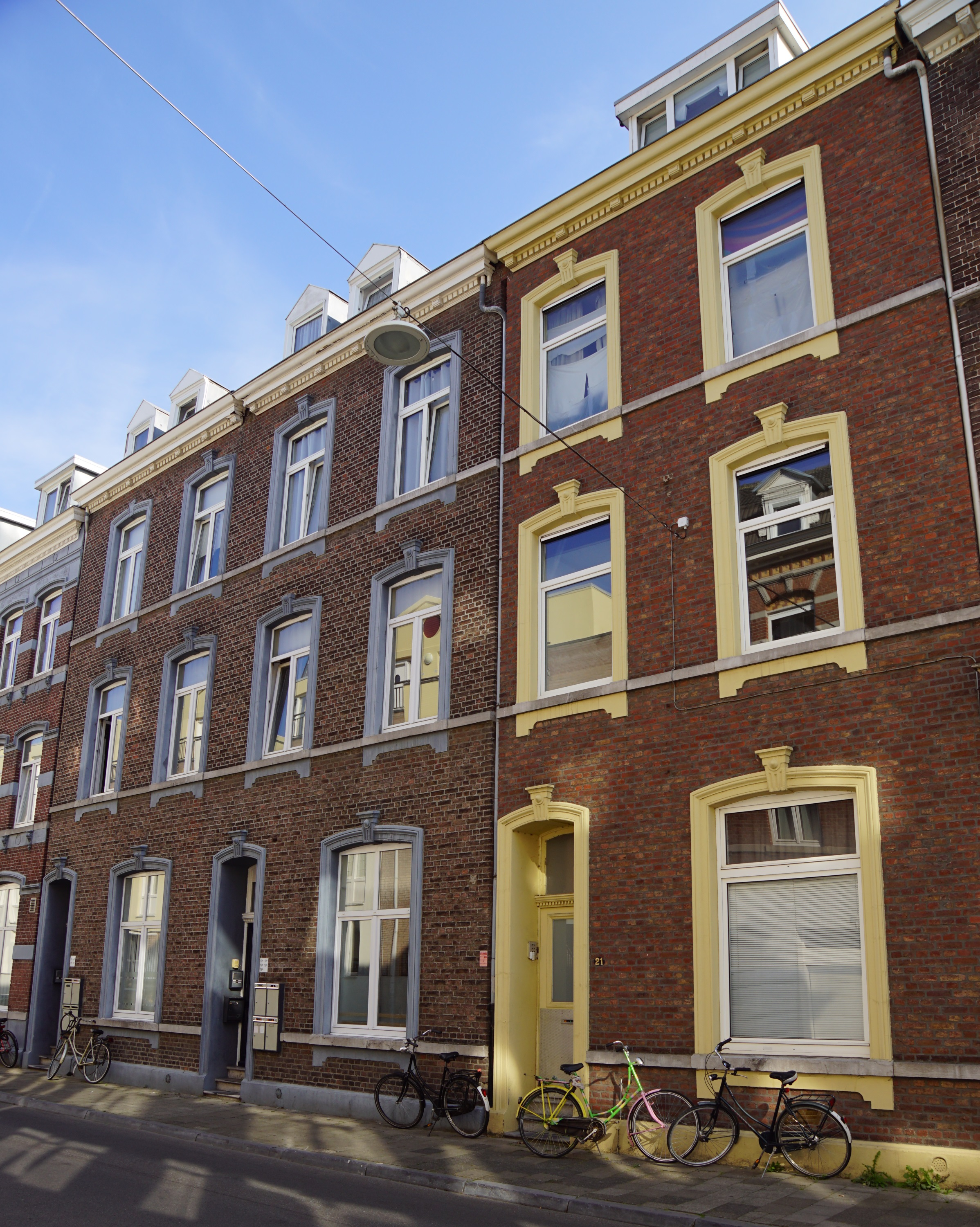
Nrs. 17a t/m 21
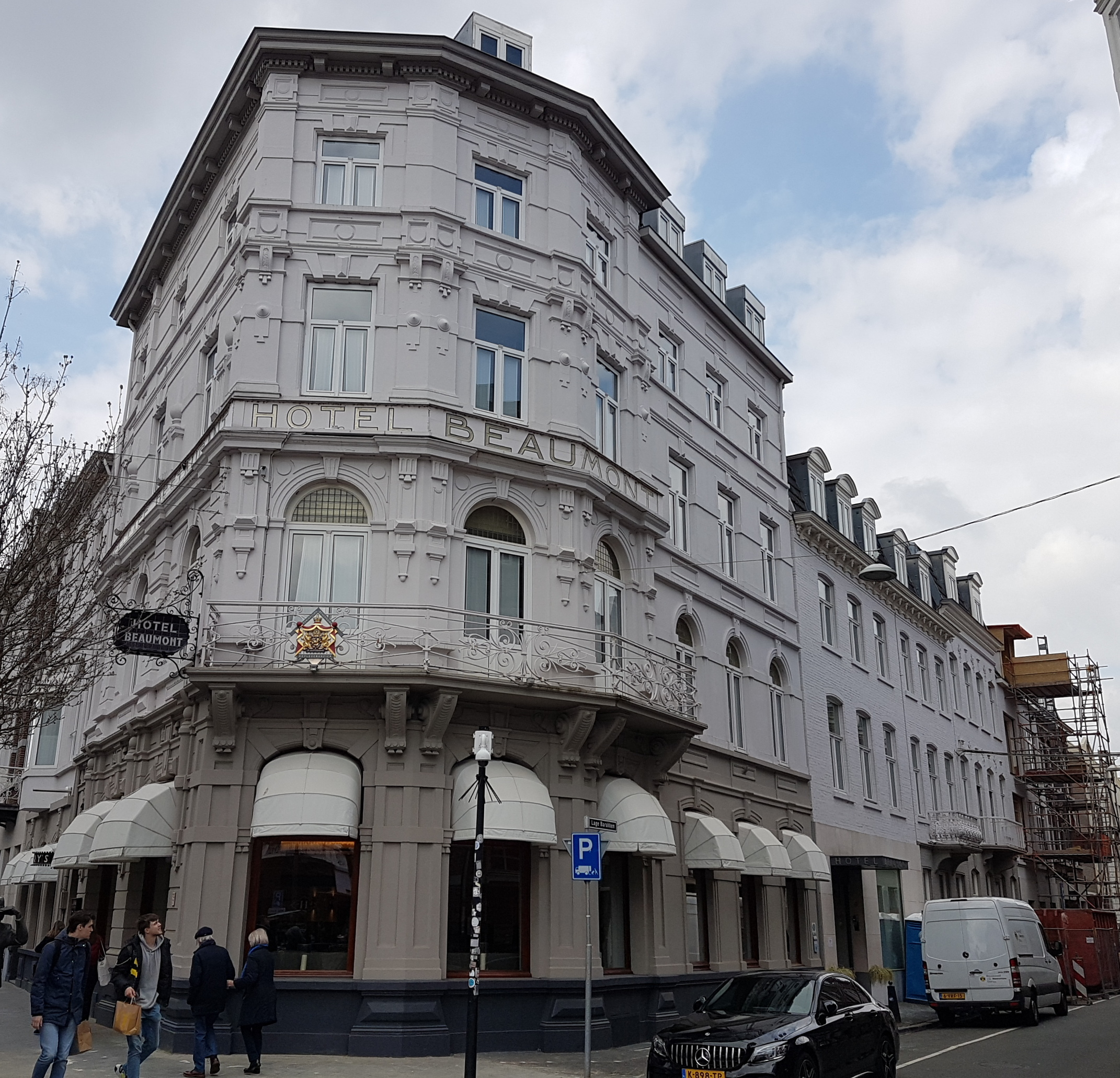
Hotel Beaumont

### Lage Barakken tussen Wycker Brugstraat/Stationsstraat en Bourgognestraat
Op de hoek met de Stationsstraat ligt hotel-café De Poshoorn, een eclectisch hoekpand uit 1888, waarvan de begane grond omstreeks 1950 is vernieuwd. Daarbij is de gevel glad gepleisterd en grijsgroen geschilderd en werden glas-in-loodvensters aangebracht. De bovenverdiepingen hebben nog de originele vensterindeling en het stucwerk van banden en blokmotieven, waarbij het contrast tussen de bakstenen geveldelen en het stucwerk door het egaal wit schilderen is verdwenen. Het balkon op de afgeschuinde hoek heeft originele kunststenen consoles, maar het hekwerk is vernieuwd. De achttiende-eeuwse gevelsteen met een posthoorn is van elders afkomstig.
Op de tegenoverliggende hoek met de Wycker Brugstraat ligt het voormalige entreegebouw van Cinema Palace, dat oorspronkelijk een winkel-woonhuis was en geen onderdeel van de bioscoop. Boven de afgeschuinde hoektravee is een daktoren gemetseld met een klokvormig, met leien gedekt dakje. De hoektravee en de traveeën aan weerszijden daarvan bevatten hoge, veelhoekige gevelopeningen in de stijl van de art deco. Daarboven bevinden zich twee erkers en drie balkons. Die laatste zijn bij een renovatie omstreeks 2010 voorzien van moderne metalen hekjes. De bakstenen gevels zijn wit geschilderd.

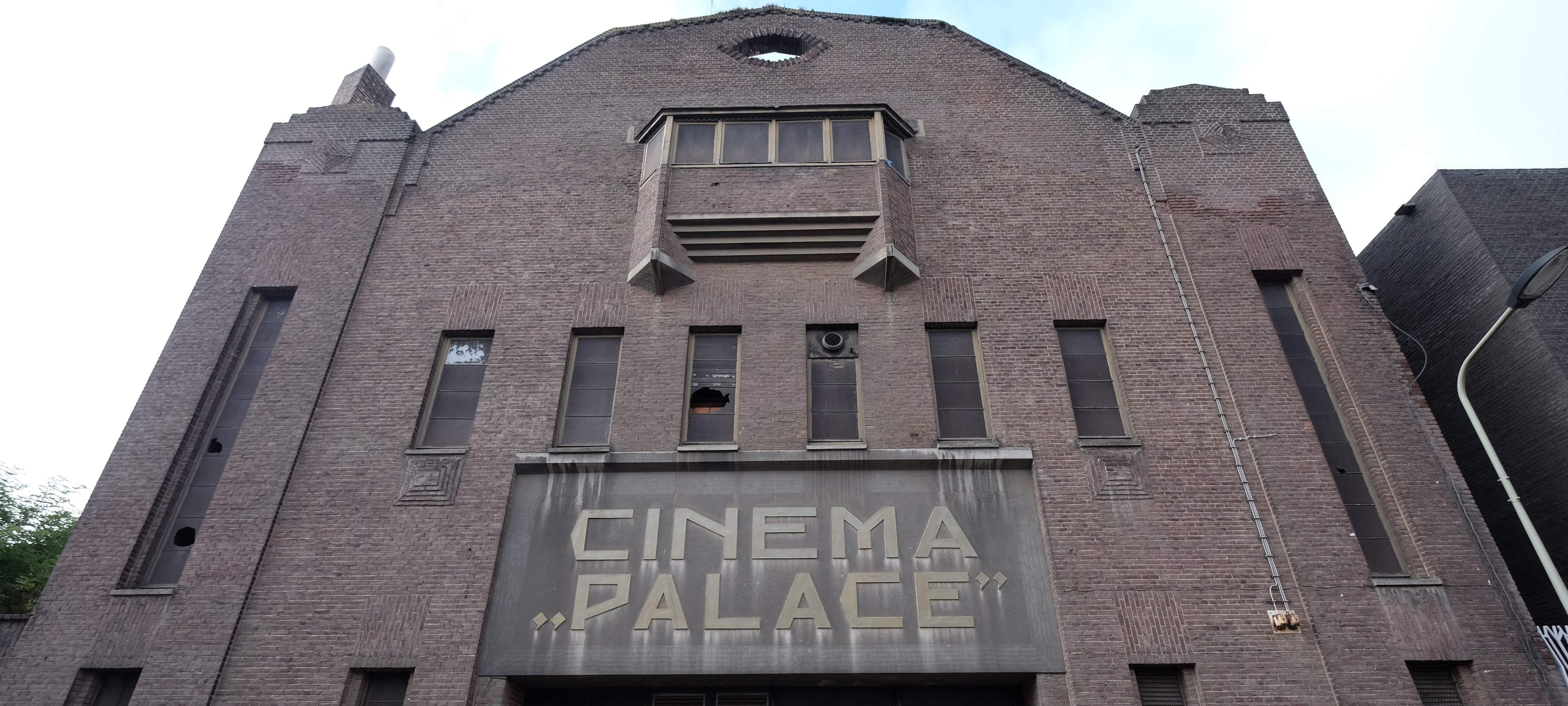
Geveldetail Cinema Palace

Het eigenlijke bioscoopgebouw uit 1926 werd ontworpen door de architecten A. Deussen en B. Reggers in samenwerking met de gebroeders J. en M. Fassotte uit Luik; een originele bouwtekening bevat het stempel van de constructeursfirma Fassotte. Een van de geveldelen aan Lage Barakken toont kenmerken van de art deco, met name de in baksteen uitgevoerde geometrische ornamenten en de typische belettering met ruitvormige aanhalingstekens. Daarentegen is de brede erker, steunend op uitkragend metselwerk van kunststeen en geflankeerd door driehoekige pilasters, eerder kenmerkend voor de Amsterdamse School, net als de diagonale plaatsing van de schoorsteen op het linkerdeel van de gevel. Een ander deel van de Palace-gevel is omstreeks 2010 vervangen door nieuwbouw ontworpen van Wiel Arets. De rest van het bioscoop-garagecomplex ligt er anno 2021 vervallen bij.
Behalve De Poshoorn liggen er in dit straatdeel geen officieel beschermde bouwwerken. Toch kunnen ook de beschreven delen van het Palace-complex (als "niet-vastgestelde gemeentelijke monumenten") en enkele aan de overkant gelegen panden (nrs. 31, 33b en 33) met tussenliggende baksteenmuren, poorten en garages als kenmerkend voor dit deel van Wyck worden beschouwd.

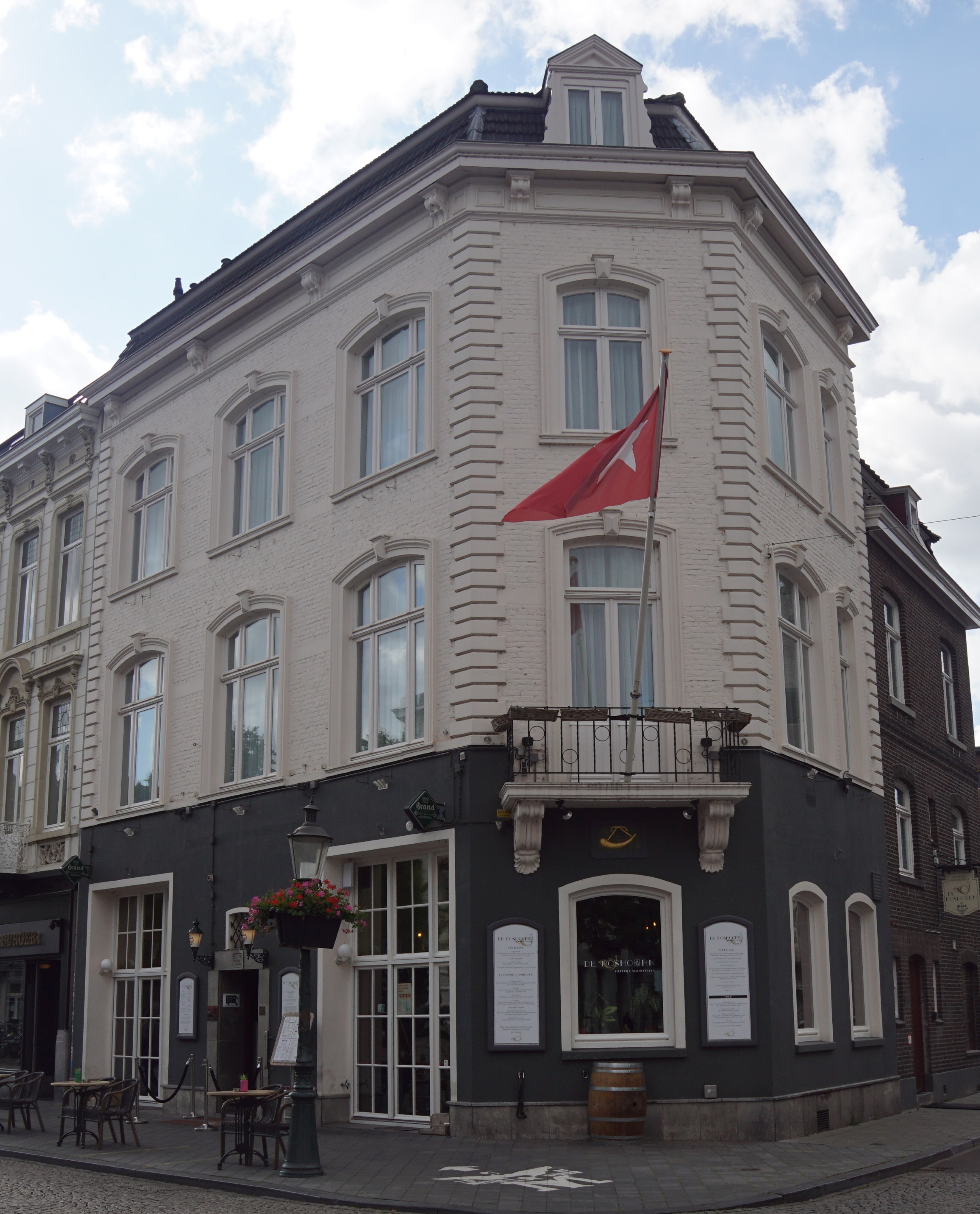
De Poshoorn
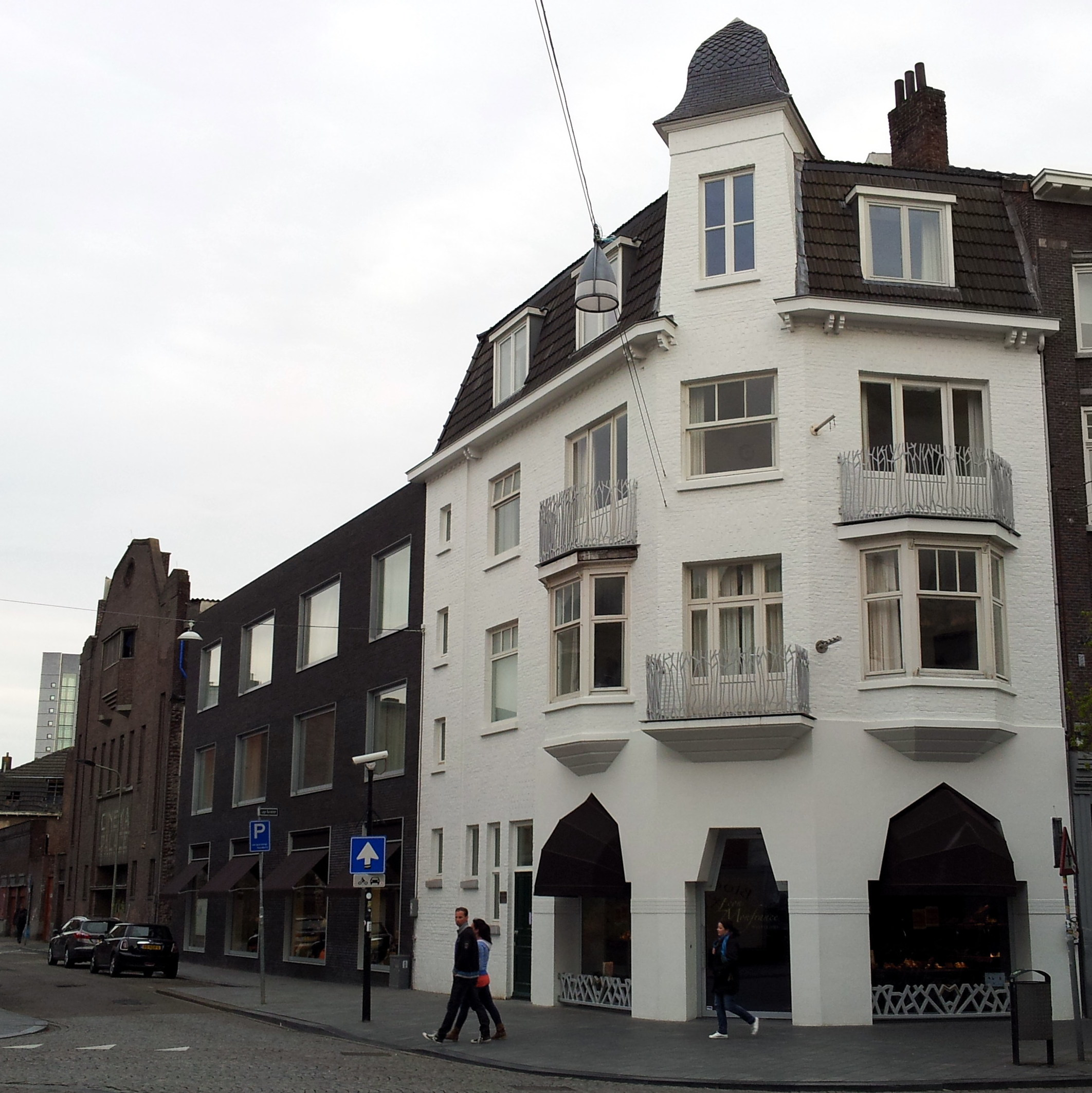
Palace-gebouwen
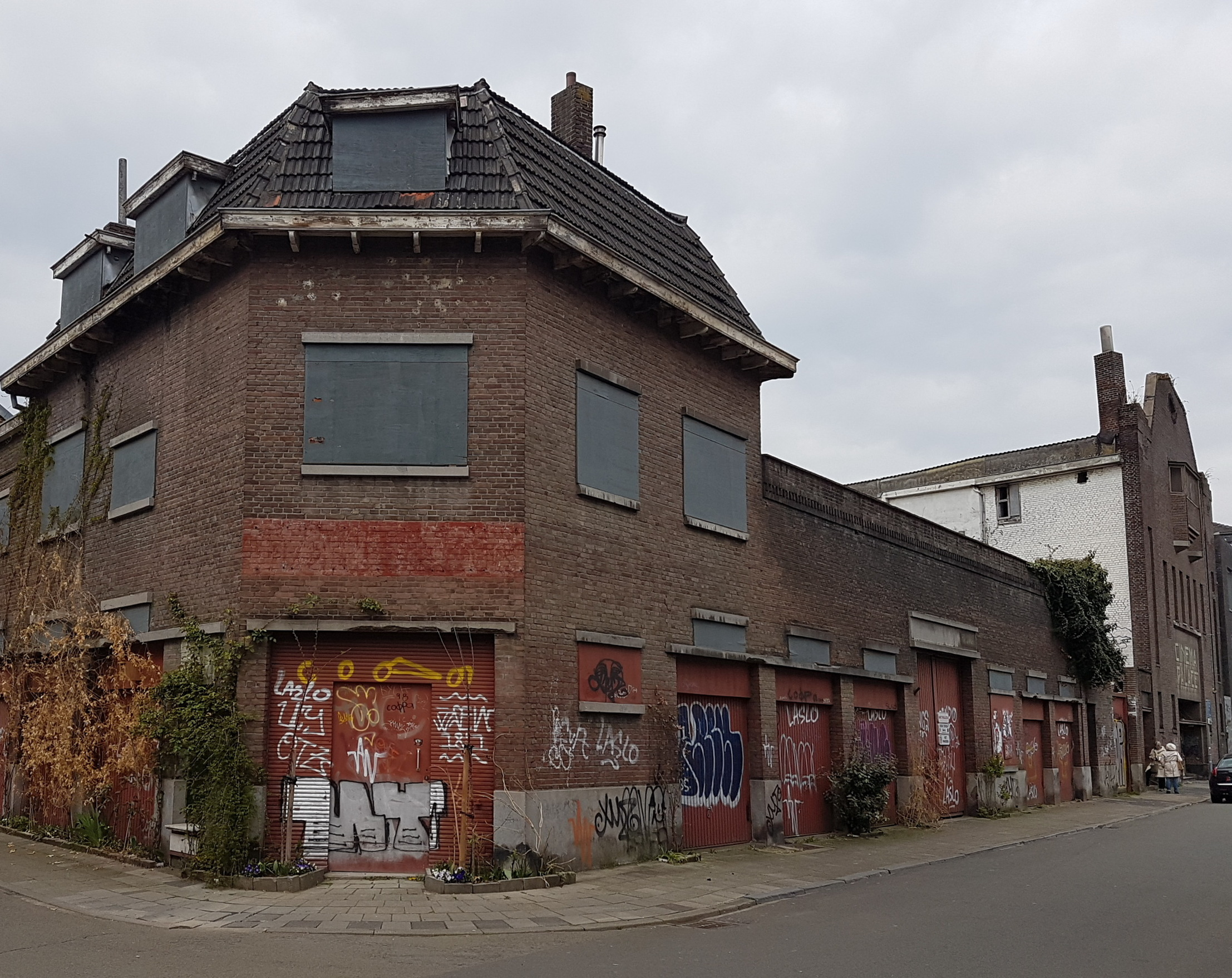
Garages Palace-terrein
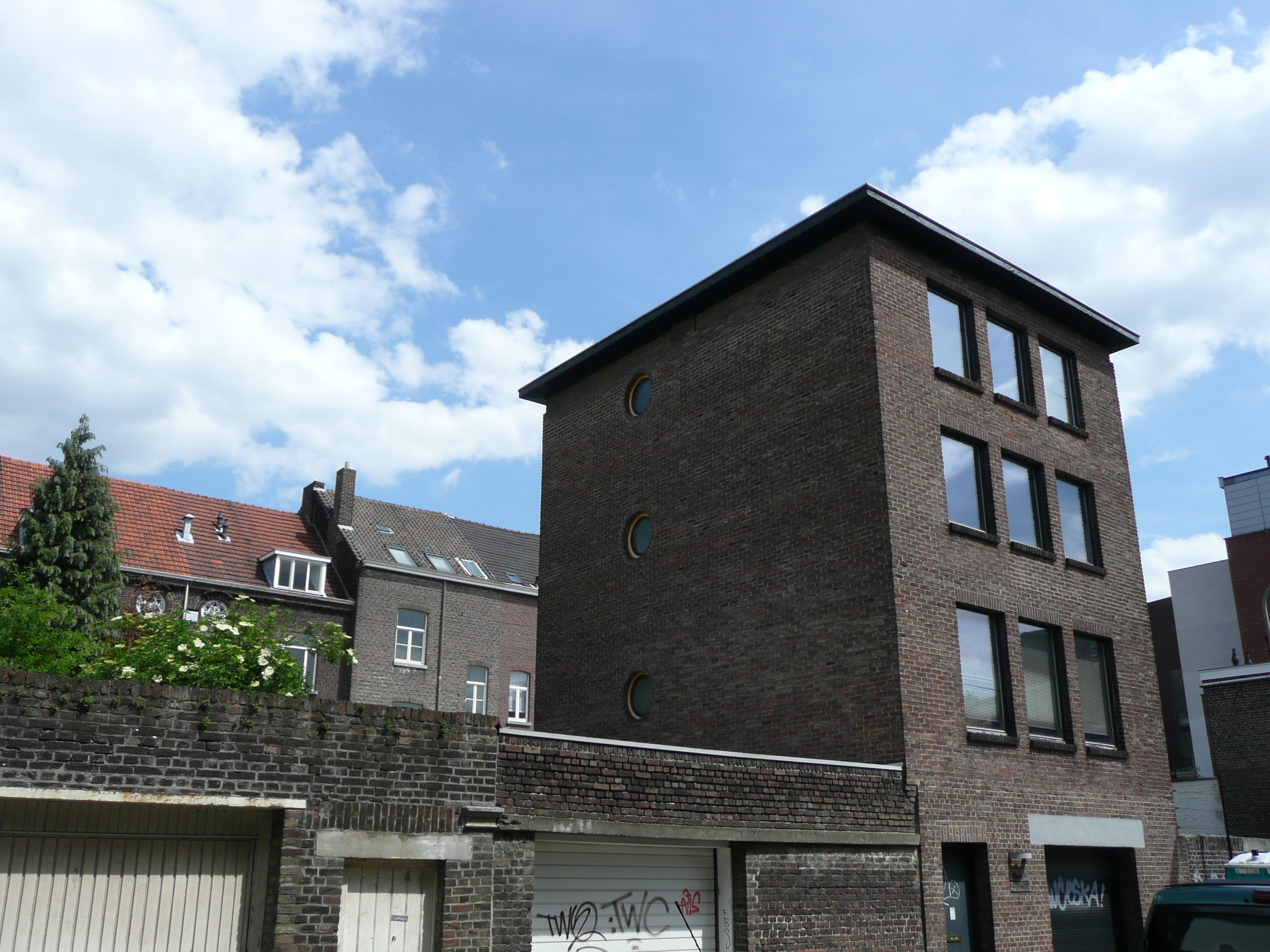
Garages naast nr. 31

### Lage Barakken tussen Bourgognestraat en Hoogbrugstraat/Hoogbrugplein
Achter het rijksmonument Wilhelminasingel 92 ligt op de zuidoostelijke hoek van Bourgognestraat en Lage Barakken een twee verdiepingen tellende veestal. De gevels zijn voorzien van kleine vensters en versierd met bakstenen pilasters en lijsten. De ornamentele, risalerende muurvlakken boven de plinten zetten zich voort in de erfscheidingsmuur, die de stallen verbindt met het woonhuis. Het stallencomplex is in 2014 verbouwd tot studentenhuisvesting, waarbij de tralies voor de vensters zijn verwijderd en de gevels bruin zijn geschilderd, maar verder weinig wijzigingen hebben ondergaan.
Op de zuidwestelijke hoek van de kruising met de Bourgognestraat ligt een complex van drie woonhuizen en een café uit circa 1895 (Lage Barakken 14-16, Bourgognestraat 25). De bakstenen gevels zijn, op de natuurstenen plint en enkele waterlijsten na, vrijwel onversierd. Bijzonder is wel dat het deels afgeschuinde hoekvolume (het voormalige café) twee verdiepingen telt, terwijl de rest van het pand er drie heeft, waardoor een interessante vensterindeling is ontstaan. Het naastgelegen dubbelpand Lage Brakken 18-20 heeft een sobere neorenaissancegevel uit 1896 met gepleisterde en gemetselde banden en diamantkopdecoraties. Bij het rechterpand, dat iets smaller is, vallen deze versieringen meer op doordat ze wit geschilderd zijn. Boven de begane grond zijn tussen twee horizontale lijsten siertegels aangebracht. Het rechterpand bezit een grote poort, die mogelijk origineel is.
Het pand Lage Barakken 22 bezit een jaarsteen met het jaartal 1737, een restant van de boerderij van Van Lijf (zie hierboven). De huidige, witgeschilderde voorgevel dateert uit circa 1907 en wordt gesierd door een grote reclameplaat van zwart marmoriet (opaak- of marmerglas) met goudopdruk: "Glasslijperij spiegel en marmorit naamplatenfabriek, glasetserij gekleurd glas glashandel, Fa. Cuypers, gebrand en geschilderd glas in lood". De firma Cuypers was hier vanaf ca. 1930 gevestigd. In die tijd zijn ook de vensters op de begane grond verbreed. De bovenlichten zijn voorzien van glas in lood. Mogelijk zijn delen van het pand ouder, aangezien op de kadasterkaart van 1843 op deze plek al bebouwing is te zien en het pand qua proporties afwijkt van de buurpanden, wat ook geldt voor de nrs. 34 en 46.
Links van het pand met de jaarsteen ligt een complex van vijf vrijwel identieke woonhuizen uit 1900 in eclectische stijl. De gevelindeling, de plint, de doorlopende band van siermetselwerk onder de dakgoot en de geprofileerde sluitstenen zijn bij alle panden identiek. Alleen het siermetselwerk in de segmentbogen boven de vensters varieert. Iets verderop ligt een eclectisch woonhuis uit 1901 met een trapgevel en een lijstgevel (nr. 48). Het trapgeveltje is onderdeel van de linkertravee, waarin zich de entree bevindt, en de lijstgevel vormt de afsluiting van de bredere rechtertravee, waarin twee drievoudige raampartijen boven elkaar geplaatst zijn. Beide geveldelen zijn uitbundig versierd met hardstenen en gepleisterde sierlijsten en diamantkopstenen, siermetselwerk van kunststeen in de boogvelden boven de vensters en onder de dakgoot, en gesmede sierankers aan het trapgeveltje. Het naastgelegen hoekpand Hoogbrugstraat 2 is een rijksmonument. De smalle lijstgevel aan de Hoogbrugstraat is zeventiende-eeuws, maar de lange zijgevel aan Lage Barakken is door alle wijzigingen niet meer als zodanig te herkennen.
Op de hoek van het Hoogbrugplein ligt een groot winkel-woonhuis uit 1903 in eclectische stijl (Lage Barakken 71). Het pand heeft drie verdiepingen plus een kapverdieping met dakkapellen, die afgedekt worden door hoog opgaande, zinken puntdakjes. Aan Lage Barakken telt het pand vier traveeën, de hoektravee niet meegerekend. Opvallende elementen zijn de horizontale banden van zandsteen, de consolevormige sluitstenen boven deuren en vensters, het siermetselwerk in de boogvullingen boven de ramen op de eerste verdieping, en de geprofileerde gootlijst op houten consoles. De afgeschuinde hoektravee eindigt in een afgeplatte puntgevel met uitkragende vleugelstukken en wordt bekroond door een smeedijzeren hekwerkje. Onder het rondboogvenster in de puntgevel is een jaarsteen "1903" geplaatst.

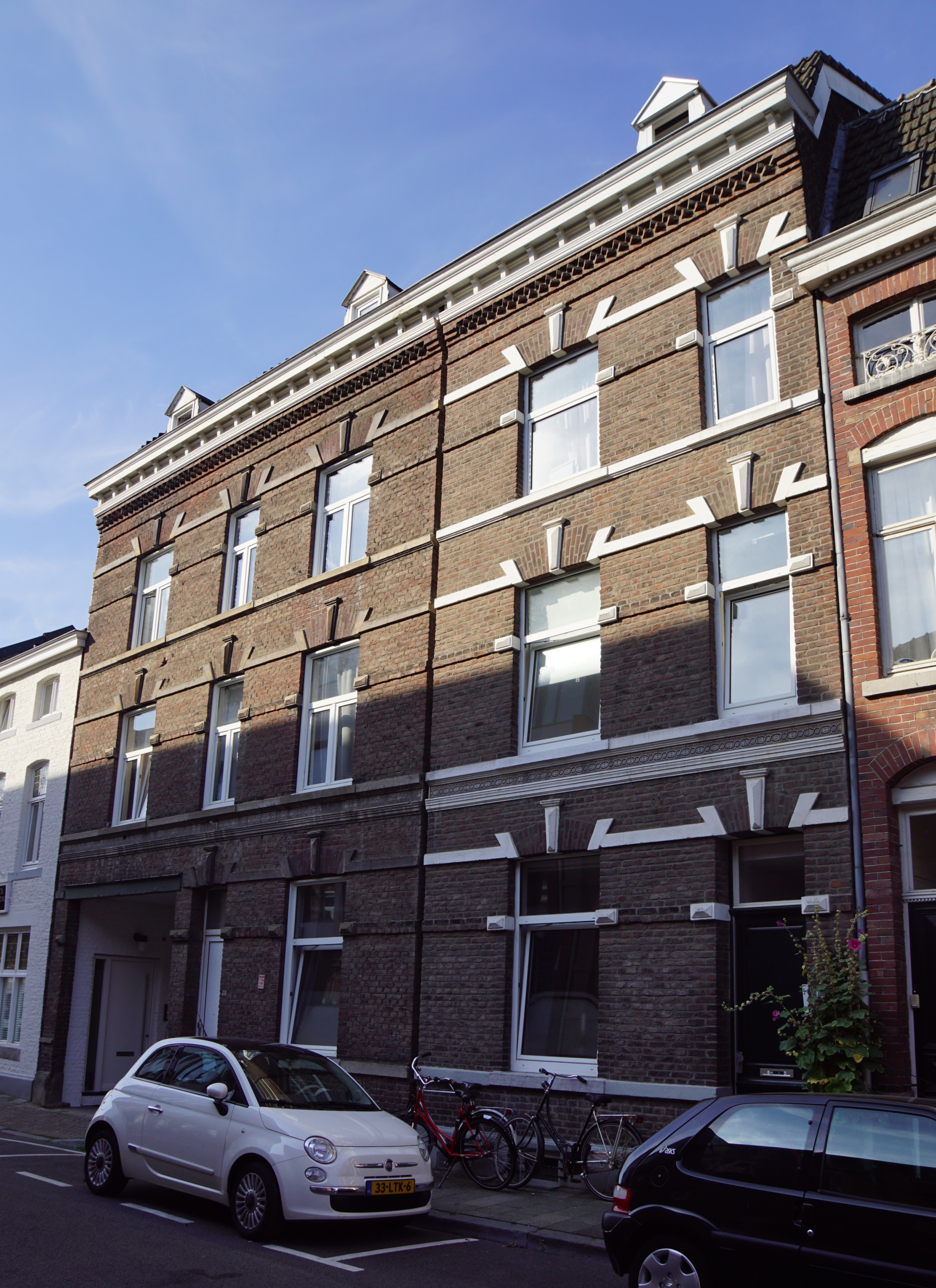
Nrs. 18 en 20
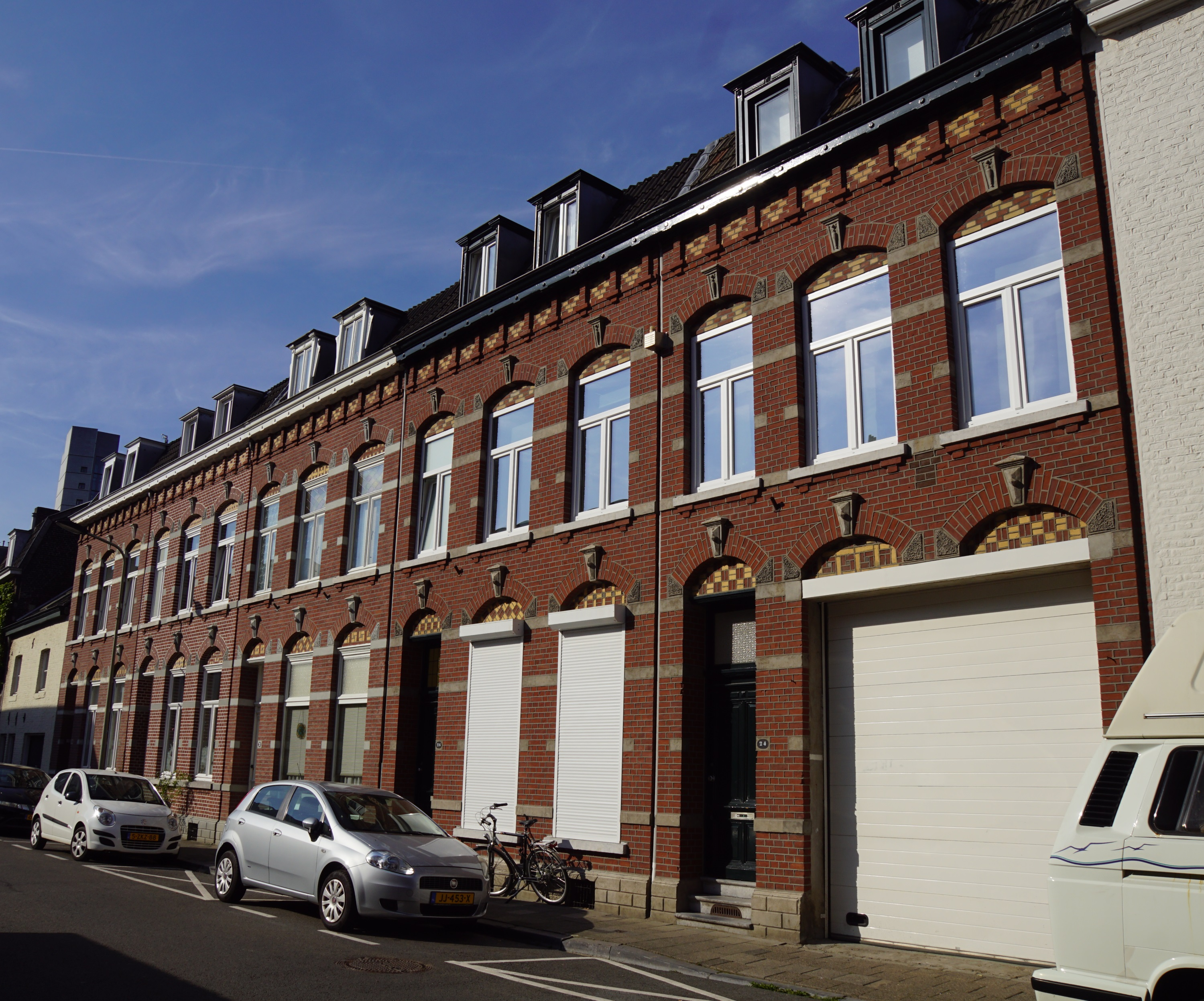
Nrs. 24 t/m 32
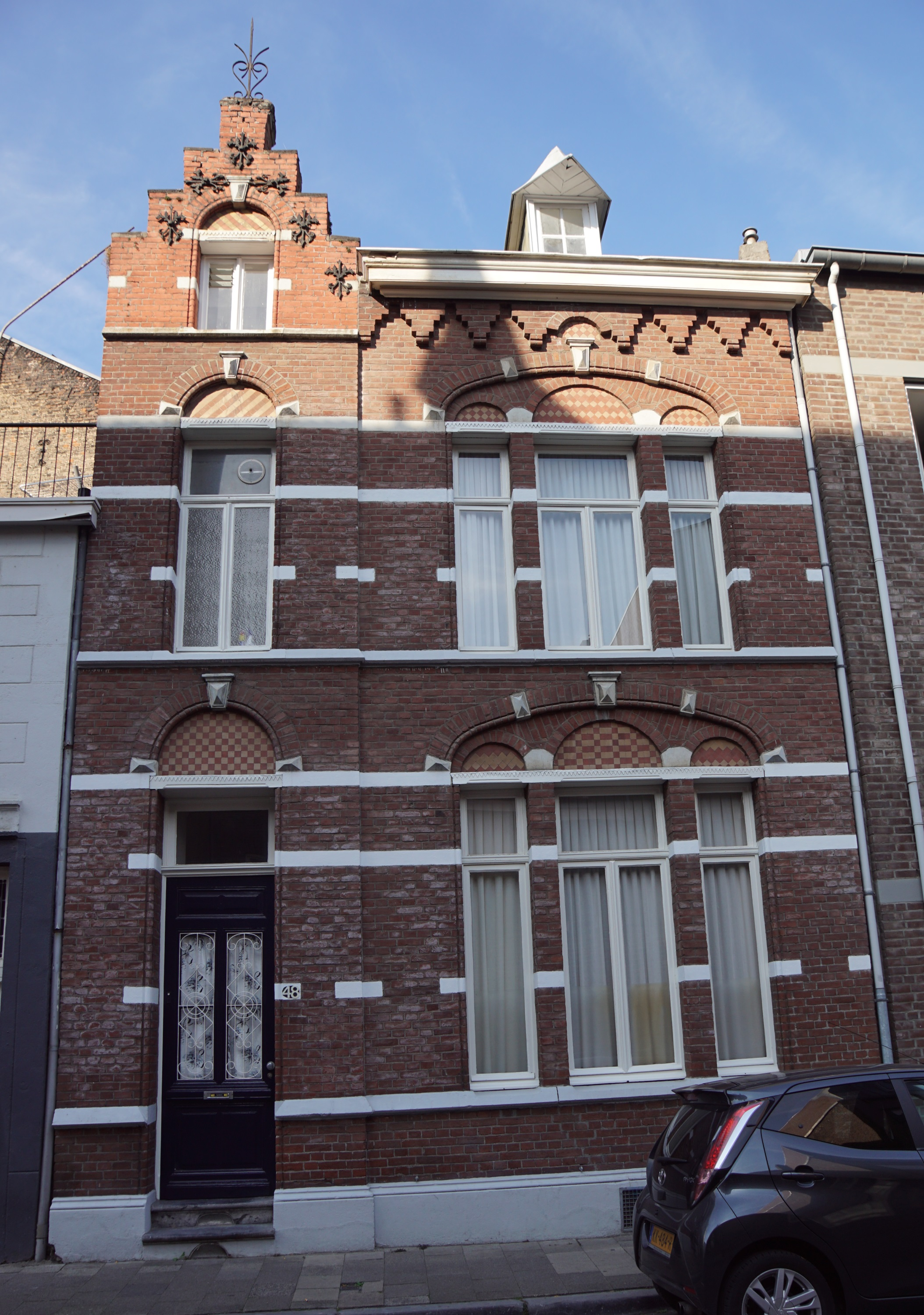
Nr. 48
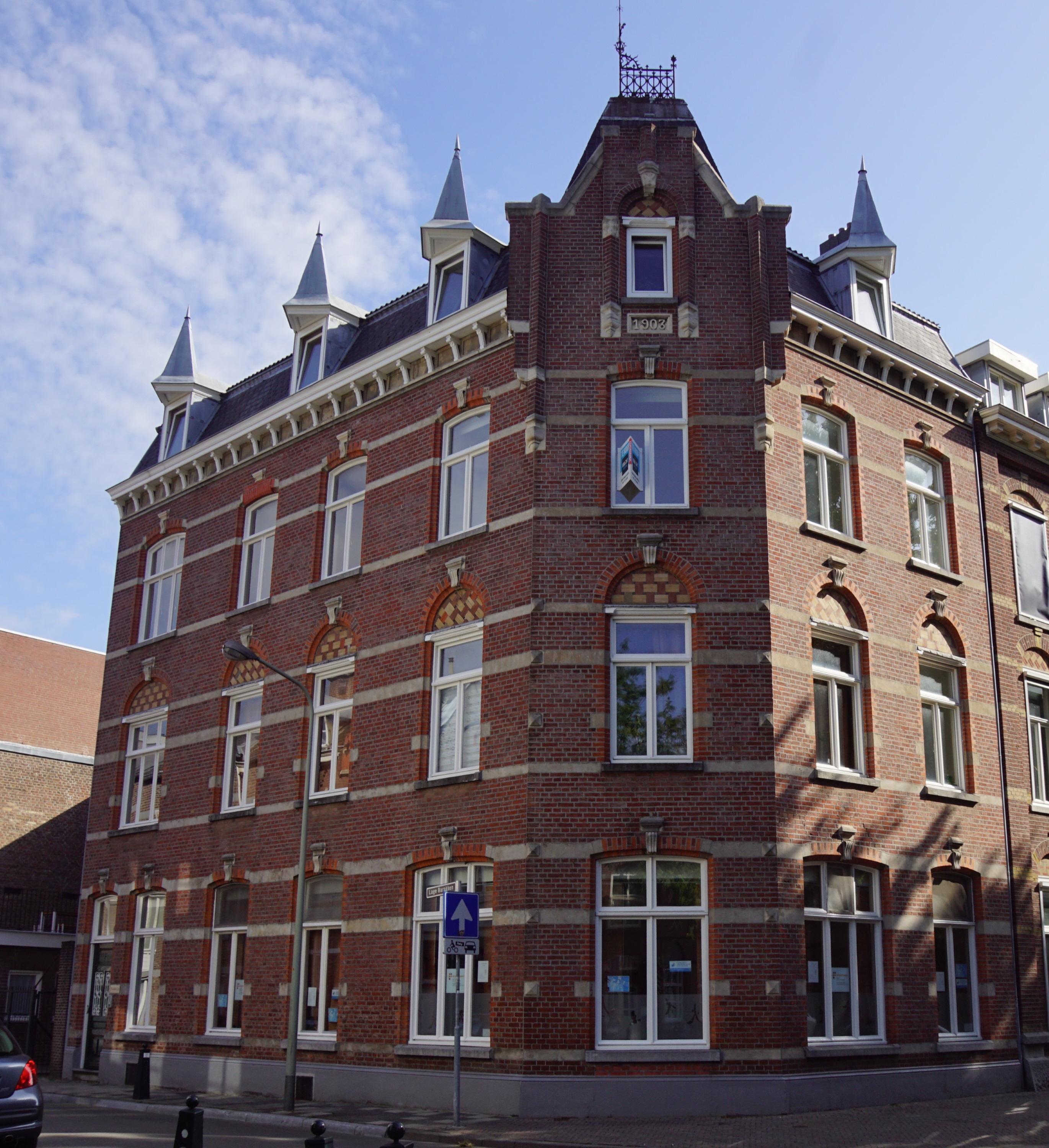
Hoekpand Hoogbrugplein

### Hoge Barakken
Het hoekpand Hoge Barakken 2 / Hoogbrugstraat 1 heeft een afgeschuinde hoekgevel. De langgerekte baksteengevel aan de kant van Hoge Barakken telt twee verdiepingen en een extra kapverdieping met dakkapellen. De plint bestaat uit breuksteen. De vensters op de begane grond zijn nabij de hoek rondbogig; naar het zuiden toe worden ze spitsbogig. Op de eerste verdieping zijn ze segment- of spitsboogvormig. Het blinde venster naast de hoektravee en de boogvullingen van de spitsboogvensters in het linker geveldeel zijn voorzien van siermetselwerk met rode en gele baksteen. In dit pand huisde lange tijd het Café Céramique.
Hoge Barakken 4 is een voormalige zoutziederij, waarvan de interne constructie met houten standvinken (steunbalken) mogelijk teruggaat tot de zeventiende eeuw. De negentiende-eeuwse gevel is ongeveer even breed en hoog als het naastgelegen pand op nr. 2, maar telt onder het mansardedak twee kapverdiepingen met tweemaal vier dakkapellen. De witgeschilderde gevel heeft twee poortopeningen, waarvan de rechter breder is en een hardstenen poortomlijsting heeft. Twaalf originele vensters, waarvan acht op de bovenverdieping, hebben meerruits raamvleugels en bovenlichten. Omdat het pand op het punt ligt waar Hoge Barakken een rechte hoek maakt naar het westen, ligt ook de hoge zijgevel met de typische mansardevorm direct aan de straat. Deze is grotendeels blind, op vier kleine vensters in de kapverdiepingen na.
De overige bebouwing aan Hoge Barakken dateert uit de jaren 1990. Bij de 'knik' in de straat staat aan de zuidzijde de 54 m hoge Toren van Siza, een ontwerp van de Portugese architect Álvaro Siza. De in 2000 opgeleverde woontoren kent een sterke verticale geleding, die geaccentueerd wordt door het gebruik van zink, wit marmer, grijze hardsteen en glas. Het aan het Hoogbrugplein gelegen woongebouw 'A Fachada' en het daarop aansluitende, aan de Avenue Céramique gelegen 'Arco Íris', beide eveneens van Siza en beide gerealiseerd in 1995-1996, staan met hun zij-, respectievelijk achtergevel naar Hoge Barakken gekeerd. Voorbij de knik ligt aan de zuidzijde een 154 m lang woongebouw van de Zwitserse architect Aurelio Galfetti. De witgeschilderde baksteengevel is in feite de achterkant van 'La Résidence' aan Plein 1992, maar heeft ook een duidelijke voorkant aan Hoge Barakken. Aan de overzijde van de straat ligt een eveneens langgerekt en ongeveer even hoog woongebouw van de Maastrichtse architect Hans Zuketto uit 1995-1998. Het gebouw van rode baksteen bestaat uit vier geschakelde volumes met atelierwoningen. De hoogte is aangepast aan het gebouw van Galfetti. Door de terugwijkende tweede verdieping vormen de gebogen, met zink beklede daken aan de straatzijde een brede luifel.

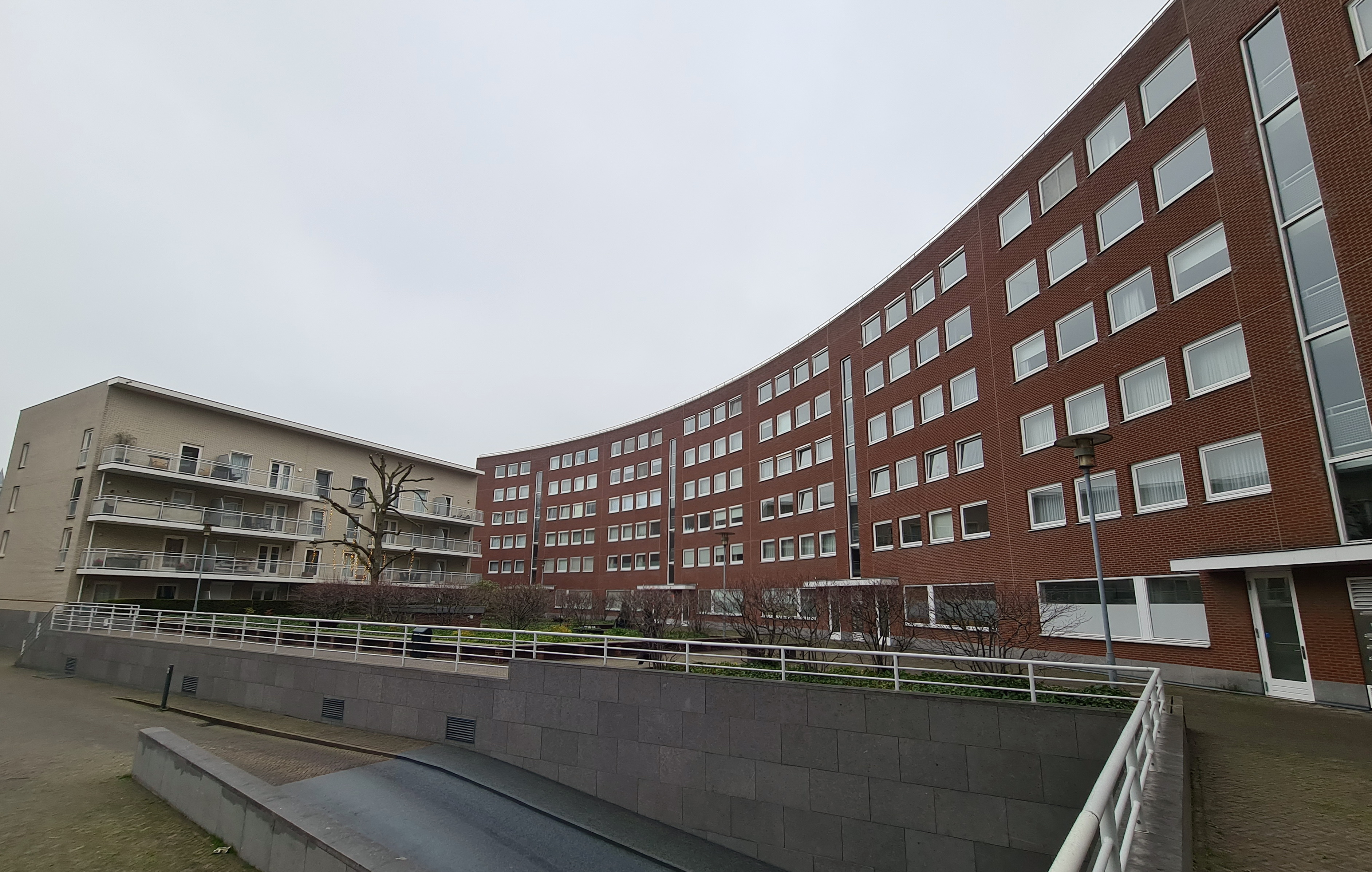
Appartementengebouwen van Álvaro Vieira Siza
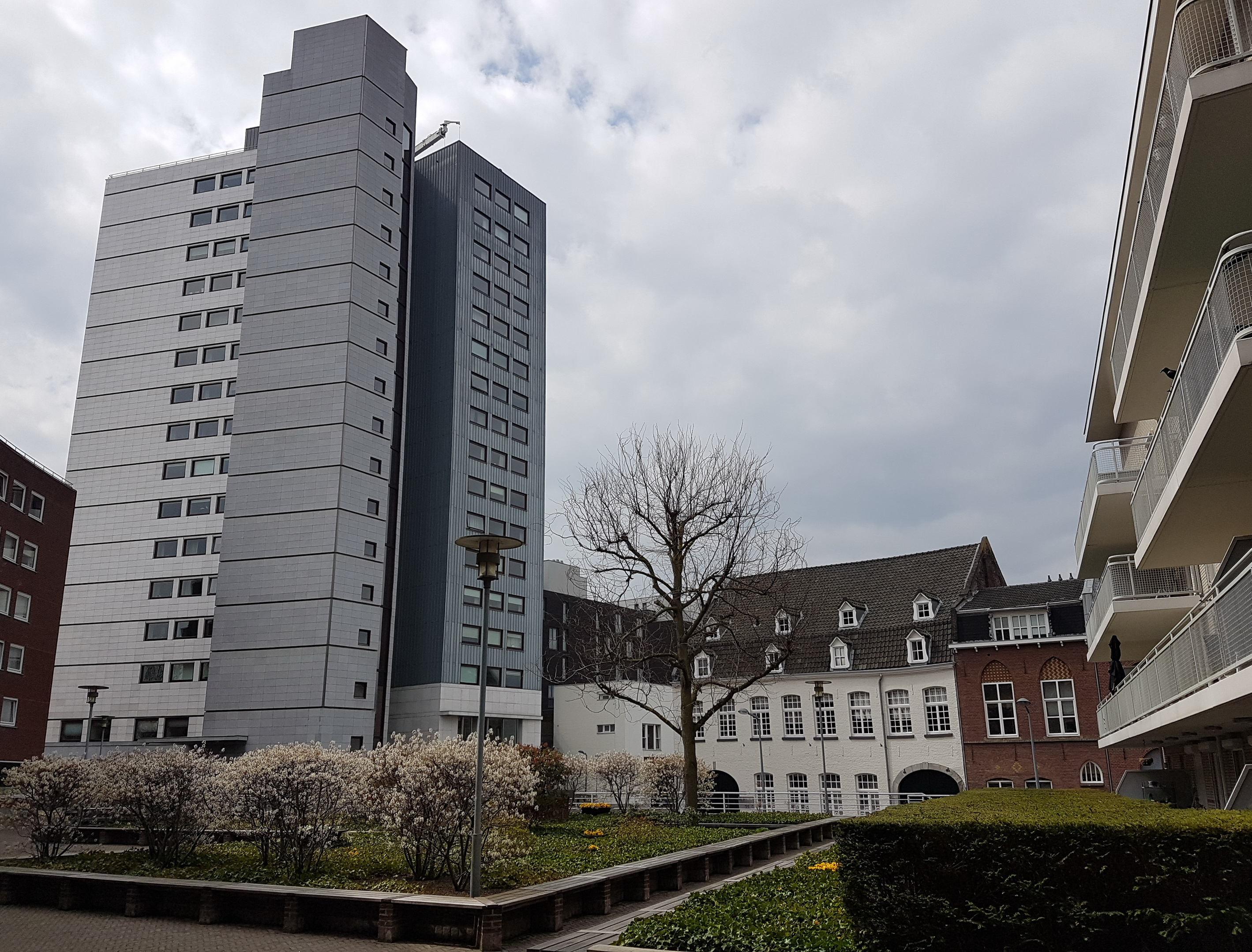
Toren van Siza en plantsoen
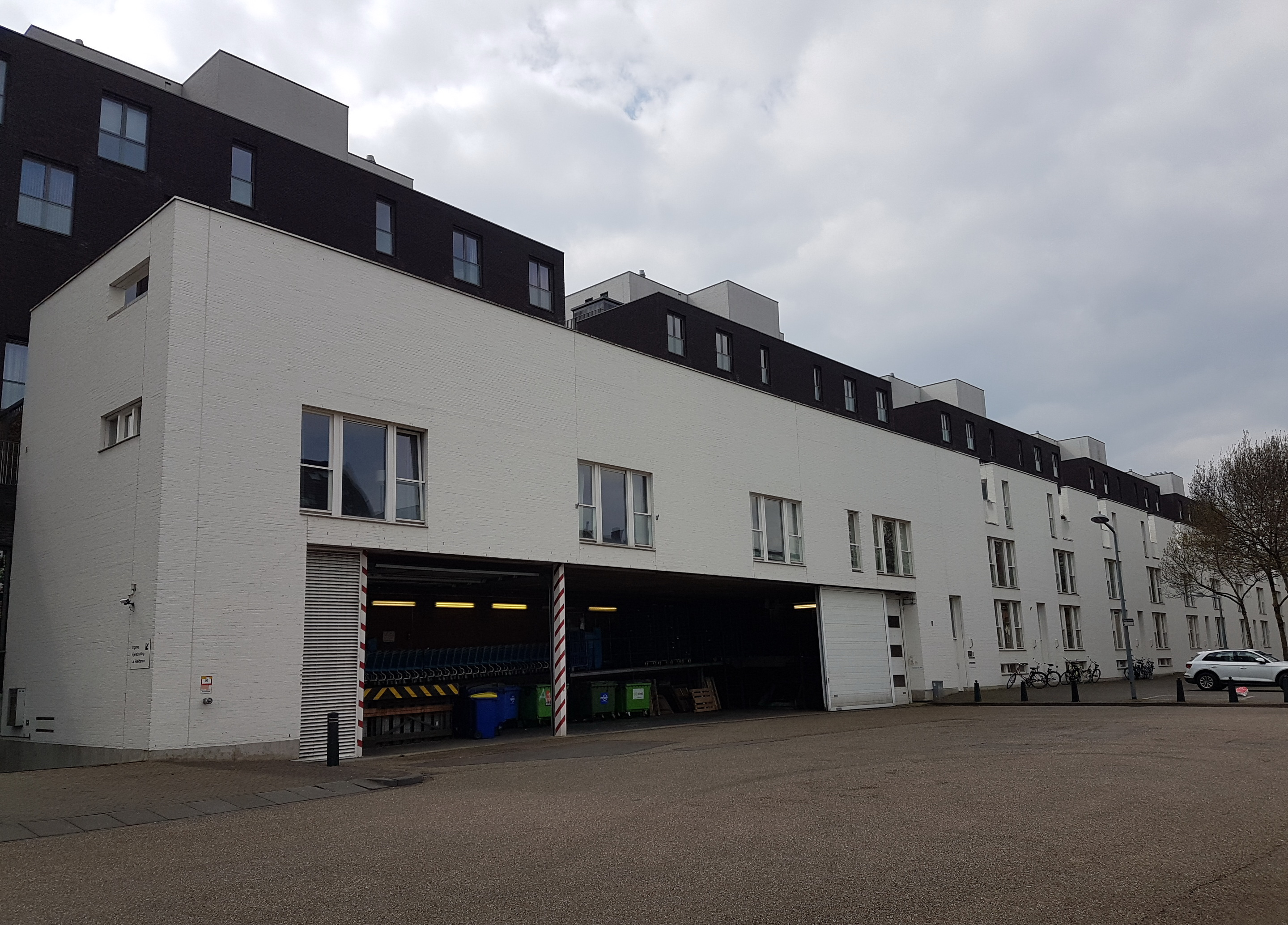
Woongebouw van Aurelio Galfetti
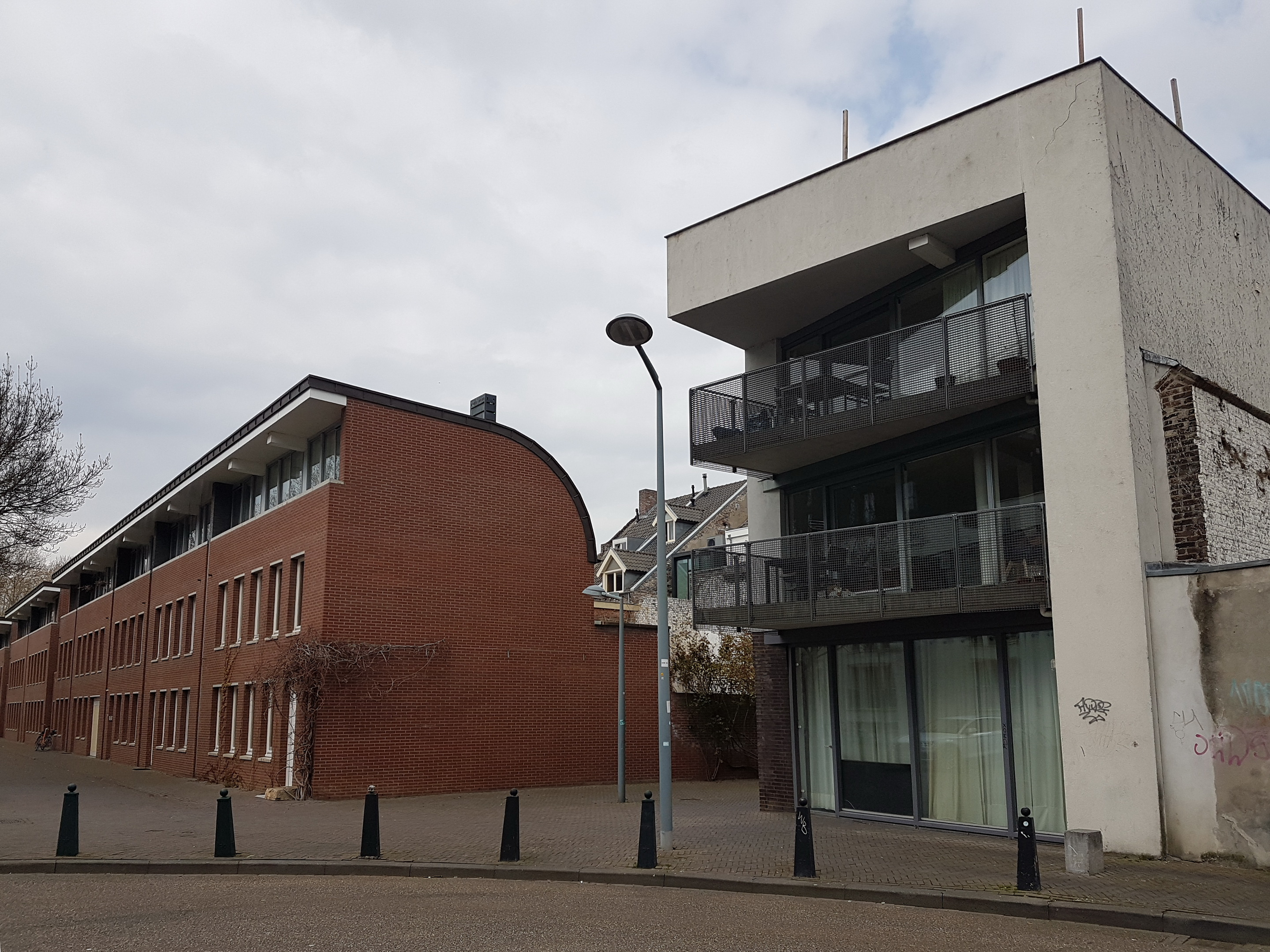
Atelierwoningen van Hans Zuketto (links)